# VVV-Venlo in het seizoen 2019/20
Dit artikel geeft een overzicht van VVV-Venlo in het seizoen 2019/2020.

## Selectie 2019 - 2020
| Nr.           | Naam                | Nat.                  | Geb. dat.  | Contract |
| Keepers       | Keepers             | Keepers               | Keepers    | Keepers  |
| ------------- | ------------------- | --------------------- | ---------- | -------- |
| 1             | Thorsten Kirschbaum | Duitsland             | 20-04-1987 | 2021     |
| 16            | Delano van Crooij   | Nederland             | 05-06-1991 | 2022     |
| 22            | Bram Verbong        | Nederland             | 23-12-1998 | 2021     |
| 30            | Jens Craenmehr      | Nederland             | 30-04-2002 | amateur  |
| 30            | Marko Antunić       | Servië                | 21-06-2000 | amateur  |
| 30            | Levy Bosch          | Nederland             | 16-04-2001 | amateur  |
| Verdedigers   |                     |                       |            |          |
| 2             | Tobias Pachonik     | Duitsland             | 04-01-1995 | 2022     |
| 4             | Roel Janssen        | Nederland             | 16-06-1990 | 2020     |
| 5             | Steffen Schäfer     | Duitsland             | 01-05-1994 | 2021     |
| 13            | Nils Röseler        | Duitsland             | 10-02-1992 | 2020     |
| 14            | Christian Kum       | Nederland             | 13-09-1985 | 2020     |
| 17            | Tristan Dekker      | Nederland             | 27-03-1998 | 2021     |
| 18            | Samuel Scheimann    | Israël                | 03-11-1987 | 2020     |
| 18            | Roy Gelmi           | Zwitserland           | 01-03-1995 | gehuurd  |
| 20            | Damian van Bruggen  | Nederland             | 18-03-1996 | 2020     |
| 26            | Stan van Dijck      | Nederland             | 07-10-2000 | amateur  |
| 36            | Joep Munsters       | Nederland             | 29-03-2002 | amateur  |
| 44            | Martijn Samson      | Nederland             | 29-01-2000 | amateur  |
| Middenvelders |                     |                       |            |          |
| 6             | Danny Post          | Nederland             | 07-04-1989 | 2022     |
| 8             | Peter van Ooijen    | Nederland             | 16-02-1992 | 2020     |
| 11            | Richard Neudecker   | Duitsland             | 29-10-1996 | 2022     |
| 12            | Tino-Sven Sušić     | Bosnië en Herzegovina | 13-02-1992 | 2020     |
| 20            | Thomas Bruns        | Nederland             | 07-01-1992 | gehuurd  |
| 21            | Evert Linthorst     | Nederland             | 03-03-2000 | 2022     |
| 24            | Simon Janssen       | Nederland             | 25-09-2000 | 2021     |
| 27            | Wassim Essanoussi   | Nederland             | 28-10-2003 | amateur  |
| 29            | Paul Wienhoven      | Nederland             | 18-02-2000 | amateur  |
| 31            | Lee Cattermole      | Engeland              | 21-03-1988 | 2020     |
| Aanvallers    |                     |                       |            |          |
| 7             | Haji Wright         | Verenigde Staten      | 27-03-1998 | 2020     |
| 9             | Elia Soriano        | Duitsland             | 26-06-1989 | 2020     |
| 10            | Johnatan Opoku      | Nederland             | 18-04-1990 | 2020     |
| 15            | Jerome Sinclair     | Engeland              | 20-09-1996 | gehuurd  |
| 19            | John Yeboah         | Duitsland             | 23-06-2000 | gehuurd  |
| 23            | Yahcuroo Roemer     | Nederland             | 22-07-2001 | amateur  |
| 25            | Aaron Bastiaans     | Nederland             | 04-04-2002 | 2021     |
| 29            | Oussama Darfalou    | Algerije              | 23-09-1993 | gehuurd  |
| 35            | Sotirios Kokkinis   | Griekenland           | 11-07-2000 | amateur  |
| 41            | Dwayne van Dooren   | Nederland             | 10-01-2000 | amateur  |

### Aangetrokken spelers
| Nat.   | Naam                | Van                 | Bijzonderheden                                  |
| Zomer  | Zomer               | Zomer               | Zomer                                           |
| ------ | ------------------- | ------------------- | ----------------------------------------------- |
| RS     | Marko Antunić       | VVV-Venlo O19       | Amateur                                         |
| NL     | Levy Bosch          | VVV-Venlo O19       | Amateur                                         |
| EN     | Lee Cattermole      | Sunderland          | Transfervrij                                    |
| NL     | Dwayne van Dooren   | Koninklijke HFC 2   | Amateur                                         |
| DE     | Thorsten Kirschbaum | Bayer 04 Leverkusen | Transfervrij                                    |
| GR     | Sotirios Kokkinis   | SV Straelen         | Transfervrij teruggekeerd (19 augustus)         |
| TG     | Peniel Mlapa        | Dynamo Dresden      | € 500.000,- (was al gehuurd met optie tot koop) |
| DE     | Richard Neudecker   | FC St. Pauli        | Transfervrij                                    |
| DE     | Tobias Pachonik     | Carpi FC 1909       | Transfervrij                                    |
| DE     | Steffen Schäfer     | 1. FC Magdeburg     | Transfervrij                                    |
| IL     | Samuel Scheimann    | Beitar Jeruzalem    | Transfervrij                                    |
| EN     | Jerome Sinclair     | Watford             | Gehuurd                                         |
| DE     | Elia Soriano        | Korona Kielce       | Transfervrij                                    |
| US     | Haji Wright         | FC Schalke 04       | Transfervrij                                    |
| DE     | John Yeboah         | VfL Wolfsburg       | Gehuurd                                         |
| Winter |                     |                     |                                                 |
| NL     | Thomas Bruns        | Vitesse             | Gehuurd (was verhuurd aan PEC Zwolle)           |
| DZ     | Oussama Darfalou    | Vitesse             | Gehuurd                                         |
| NL     | Wassim Essanoussi   | VVV-Venlo O17       | Amateur                                         |
| CH     | Roy Gelmi           | FC Thun             | Gehuurd                                         |

### Vertrokken spelers
| Nat.   | Naam                   | Naar                       | Bijzonderheden                                |
| Zomer  | Zomer                  | Zomer                      | Zomer                                         |
| ------ | ---------------------- | -------------------------- | --------------------------------------------- |
| DE     | Axel Borgmann          | Energie Cottbus            | Transfervrij                                  |
| NL     | Joop Daniëls           | VV Gemert                  | Transfervrij                                  |
| NL     | Jay-Roy Grot           | Vitesse                    | Einde huur (Leeds United)                     |
| DE     | Kimbyze-Kimby Januário | VfB Germania Halberstadt   | Transfervrij                                  |
| NL     | Patrick Joosten        | FC Utrecht                 | Einde huur                                    |
| GR     | Sotirios Kokkinis      | SV Straelen                | Transfervrij vertrokken (13 juli)             |
| NL     | Evren Korkmaz          | Adanaspor                  | Transfervrij                                  |
| KV     | Josimar Lima           | ASWH                       | Transfervrij                                  |
| TG     | Peniel Mlapa           | Al-Ittihad Kalba           | € 2.500.000,- (na lichten optie doorverkocht) |
| NL     | Jerold Promes          | Clubloos                   | Transfervrij                                  |
| NL     | Moreno Rutten          | FC Crotone                 | Transfervrij                                  |
| NL     | Ralf Seuntjens         | De Graafschap              | Transfervrij                                  |
| NL     | Sem Steijn             | Al-Wahda                   | Einde huur (ADO Den Haag)                     |
| BA     | Tino-Sven Sušić        | TSV Hartberg               | Transfervrij (contract ontbonden)             |
| DE     | Lars Unnerstall        | PSV                        | Einde huur                                    |
| NL     | Kay van de Vorst       | Helmond Sport              | Transfervrij                                  |
| NL     | Ramon de Wilde         | BSV Rehden                 | Transfervrij                                  |
| Winter |                        |                            |                                               |
| NL     | Damian van Bruggen     | Inter Zaprešić             |                                               |
| NL     | Dwayne van Dooren      | HBSV                       | Transfervrij                                  |
| NL     | Martijn Samson         | SC Irene                   | Transfervrij                                  |
| IL     | Samuel Scheimann       | Hapoel Ironi Kiryat Shmona |                                               |
| DE     | Elia Soriano           | Hapoel Ra'annana           |                                               |

## Wedstrijden

### Eredivisie
Speelronde 1:
| zaterdag 3 augustus 2019, 20:45 | VVV-Venlo                                   | 3-1 (0-1) | RKC Waalwijk | Opstelling VVV-Venlo | Opstelling RKC Waalwijk |  |
| Stadion: Stadion De Koel, Venlo Toeschouwers: 5.560 Arbiter: Kooij                                                                                          | Soriano 51' Opoku (pen.) 61' Van Ooijen 87' |           | 11' Delcroix | Kirschbaum, Pachonik 80' ( Dekker), Röseler , Van Bruggen, R. Janssen, Linthorst, Opoku 90' ( Scheimann), Neudecker 26', Wright, Soriano 67' ( Sinclair 90'), Van Ooijen RESERVEBANK: D. van Crooij, Craenmehr, Van Dijck, S. Janssen | Vaessen 59', Gaari, Meulensteen 90', Delcroix, Quasten, Rienstra , Spierings, Tahiri 85' ( Daneels), Maatsen, Bilate, Sow 70' ( Seys 74') RESERVEBANK: Heemskerk, Drost, Nieuwpoort, Van Weert, Mulder, Nöstlinger, Vermeulen, Baggerman |  |
| Stadion: Stadion De Koel, Venlo Toeschouwers: 5.560 Arbiter: Kooij                                                                                          |                                             |           |              | Kirschbaum, Pachonik 80' ( Dekker), Röseler , Van Bruggen, R. Janssen, Linthorst, Opoku 90' ( Scheimann), Neudecker 26', Wright, Soriano 67' ( Sinclair 90'), Van Ooijen RESERVEBANK: D. van Crooij, Craenmehr, Van Dijck, S. Janssen | Vaessen 59', Gaari, Meulensteen 90', Delcroix, Quasten, Rienstra , Spierings, Tahiri 85' ( Daneels), Maatsen, Bilate, Sow 70' ( Seys 74') RESERVEBANK: Heemskerk, Drost, Nieuwpoort, Van Weert, Mulder, Nöstlinger, Vermeulen, Baggerman |  |
| Stadion: Stadion De Koel, Venlo Toeschouwers: 5.560 Arbiter: Kooij                                                                                          |                                             |           |              | Kirschbaum, Pachonik 80' ( Dekker), Röseler , Van Bruggen, R. Janssen, Linthorst, Opoku 90' ( Scheimann), Neudecker 26', Wright, Soriano 67' ( Sinclair 90'), Van Ooijen RESERVEBANK: D. van Crooij, Craenmehr, Van Dijck, S. Janssen | Vaessen 59', Gaari, Meulensteen 90', Delcroix, Quasten, Rienstra , Spierings, Tahiri 85' ( Daneels), Maatsen, Bilate, Sow 70' ( Seys 74') RESERVEBANK: Heemskerk, Drost, Nieuwpoort, Van Weert, Mulder, Nöstlinger, Vermeulen, Baggerman |  |
| Bijz.: Competitiedebuut Thorsten Kirschbaum, Tobias Pachonik, Richard Neudecker, Haji Wright, Elia Soriano, Jerome Sinclair en Samuel Scheimann namens VVV. |                                             |           |              | | |  |

Speelronde 2:
| vrijdag 9 augustus 2019, 20:00                                        | Sparta Rotterdam                                 | 4-1 (0-1) | VVV-Venlo      | Opstelling Sparta Rotterdam | Opstelling VVV-Venlo |  |
| Stadion: Het Kasteel, Rotterdam Toeschouwers: 10.012 Arbiter: Nijhuis | Dervişoğlu 56' Ache 61' Harroui 83' Veldwijk 89' |           | 20' Van Ooijen | Coremans, Abels, Vriends, Mattheij, Faye 53', Auassar 26', Smeets, Rayhi 89' ( Rigo), Harroui, Ache 86' ( L. Duarte), Dervişoğlu 86' ( Veldwijk) RESERVEBANK: Harush, Fabrie, Karami, Wuytens, D. Duarte | Kirschbaum, Pachonik, Röseler 70', Schäfer, R. Janssen 71' ( Scheimann), Linthorst 54', Opoku 73' ( Sinclair), Neudecker, Wright 84' ( Dekker), Soriano, Van Ooijen RESERVEBANK: D. van Crooij, Craenmehr, Van Bruggen, Van Dijck, S. Janssen |  |
| Stadion: Het Kasteel, Rotterdam Toeschouwers: 10.012 Arbiter: Nijhuis |                                                  |           |                | Coremans, Abels, Vriends, Mattheij, Faye 53', Auassar 26', Smeets, Rayhi 89' ( Rigo), Harroui, Ache 86' ( L. Duarte), Dervişoğlu 86' ( Veldwijk) RESERVEBANK: Harush, Fabrie, Karami, Wuytens, D. Duarte | Kirschbaum, Pachonik, Röseler 70', Schäfer, R. Janssen 71' ( Scheimann), Linthorst 54', Opoku 73' ( Sinclair), Neudecker, Wright 84' ( Dekker), Soriano, Van Ooijen RESERVEBANK: D. van Crooij, Craenmehr, Van Bruggen, Van Dijck, S. Janssen |  |
| Stadion: Het Kasteel, Rotterdam Toeschouwers: 10.012 Arbiter: Nijhuis |                                                  |           |                | Coremans, Abels, Vriends, Mattheij, Faye 53', Auassar 26', Smeets, Rayhi 89' ( Rigo), Harroui, Ache 86' ( L. Duarte), Dervişoğlu 86' ( Veldwijk) RESERVEBANK: Harush, Fabrie, Karami, Wuytens, D. Duarte | Kirschbaum, Pachonik, Röseler 70', Schäfer, R. Janssen 71' ( Scheimann), Linthorst 54', Opoku 73' ( Sinclair), Neudecker, Wright 84' ( Dekker), Soriano, Van Ooijen RESERVEBANK: D. van Crooij, Craenmehr, Van Bruggen, Van Dijck, S. Janssen |  |
| Bijz.: Competitiedebuut Steffen Schäfer namens VVV.                   |                                                  |           |                | | |  |

Speelronde 3:
| zaterdag 17 augustus 2019, 18:30 | VVV-Venlo     | 1-4 (0-1) | AFC Ajax                                            | Opstelling VVV-Venlo | Opstelling AFC Ajax |  |
| Stadion: Stadion De Koel, Venlo Toeschouwers: 8.000 Arbiter: Makkelie | Linthorst 89' |           | 44' Ziyech 49' (pen.) Tadić 66' Huntelaar 76' Neres | Kirschbaum, Pachonik, Röseler , Schäfer 46' ( Kum), R. Janssen 48', Van Bruggen, Linthorst, Neudecker, Sinclair 71' ( Wright), Soriano 84' ( Scheimann), Van Ooijen 33' RESERVEBANK: Craenmehr, Bosch, Dekker, Opoku | Onana, Dest, Schuurs, Martínez 27' 73' ( Álvarez), Tagliafico, Marin, Van de Beek 43', Blind, Ziyech 59' ( Huntelaar), Tadić , Promes 41' ( Neres) RESERVEBANK: Varela, Kotarski, Veltman, Magallán, Ekkelenkamp, De Wit |  |
| Stadion: Stadion De Koel, Venlo Toeschouwers: 8.000 Arbiter: Makkelie |               |           |                                                     | Kirschbaum, Pachonik, Röseler , Schäfer 46' ( Kum), R. Janssen 48', Van Bruggen, Linthorst, Neudecker, Sinclair 71' ( Wright), Soriano 84' ( Scheimann), Van Ooijen 33' RESERVEBANK: Craenmehr, Bosch, Dekker, Opoku | Onana, Dest, Schuurs, Martínez 27' 73' ( Álvarez), Tagliafico, Marin, Van de Beek 43', Blind, Ziyech 59' ( Huntelaar), Tadić , Promes 41' ( Neres) RESERVEBANK: Varela, Kotarski, Veltman, Magallán, Ekkelenkamp, De Wit |  |
| Stadion: Stadion De Koel, Venlo Toeschouwers: 8.000 Arbiter: Makkelie |               |           |                                                     | Kirschbaum, Pachonik, Röseler , Schäfer 46' ( Kum), R. Janssen 48', Van Bruggen, Linthorst, Neudecker, Sinclair 71' ( Wright), Soriano 84' ( Scheimann), Van Ooijen 33' RESERVEBANK: Craenmehr, Bosch, Dekker, Opoku | Onana, Dest, Schuurs, Martínez 27' 73' ( Álvarez), Tagliafico, Marin, Van de Beek 43', Blind, Ziyech 59' ( Huntelaar), Tadić , Promes 41' ( Neres) RESERVEBANK: Varela, Kotarski, Veltman, Magallán, Ekkelenkamp, De Wit |  |
| Bijz.: Tijdstip aanvankelijk verplaatst van 18:30 naar 19:45 omdat PSV op donderdag 22 augustus 2019 Europa League speelt. Later toch weer naar 18:30 om Ajax extra rust te gunnen in de aanloop naar een uitwedstrijd in de Champions League op dinsdag 20 augustus 2019. |               |           |                                                     | | |  |

Speelronde 4:
| zondag 25 augustus 2019, 14:30 | FC Utrecht | 1-2 (0-2) | VVV-Venlo                   | Opstelling FC Utrecht | Opstelling VVV-Venlo |  |
| Stadion: Stadion Galgenwaard, Utrecht Toeschouwers: 17.986 Arbiter: Kamphuis | Dalmau 76' |           | 37' Linthorst 44' Linthorst | Paes, Klaiber, Janssen , Hoogma, Guwara, Maher, Gustafson, Strieder 46' ( Dalmau), Kerk, Abass 61' ( Bahebeck), Joosten 66' ( Černý) RESERVEBANK: Jensen, Bergström, Troupée, Emanuelson, Venema | Kirschbaum, Pachonik, Kum 88' ( Schäfer), Röseler, R. Janssen 29', Post 73' ( Cattermole 84'), Linthorst, Neudecker, Sinclair 18' 75' ( Scheimann), Soriano, Van Ooijen RESERVEBANK: D. van Crooij, Craenmehr, Dekker, Van Bruggen, Wright |  |
| Stadion: Stadion Galgenwaard, Utrecht Toeschouwers: 17.986 Arbiter: Kamphuis |            |           |                             | Paes, Klaiber, Janssen , Hoogma, Guwara, Maher, Gustafson, Strieder 46' ( Dalmau), Kerk, Abass 61' ( Bahebeck), Joosten 66' ( Černý) RESERVEBANK: Jensen, Bergström, Troupée, Emanuelson, Venema | Kirschbaum, Pachonik, Kum 88' ( Schäfer), Röseler, R. Janssen 29', Post 73' ( Cattermole 84'), Linthorst, Neudecker, Sinclair 18' 75' ( Scheimann), Soriano, Van Ooijen RESERVEBANK: D. van Crooij, Craenmehr, Dekker, Van Bruggen, Wright |  |
| Stadion: Stadion Galgenwaard, Utrecht Toeschouwers: 17.986 Arbiter: Kamphuis |            |           |                             | Paes, Klaiber, Janssen , Hoogma, Guwara, Maher, Gustafson, Strieder 46' ( Dalmau), Kerk, Abass 61' ( Bahebeck), Joosten 66' ( Černý) RESERVEBANK: Jensen, Bergström, Troupée, Emanuelson, Venema | Kirschbaum, Pachonik, Kum 88' ( Schäfer), Röseler, R. Janssen 29', Post 73' ( Cattermole 84'), Linthorst, Neudecker, Sinclair 18' 75' ( Scheimann), Soriano, Van Ooijen RESERVEBANK: D. van Crooij, Craenmehr, Dekker, Van Bruggen, Wright |  |
| Bijz.: Indien FC Utrecht op donderdag 22 augustus Europa League had gespeeld, was de wedstrijd verplaatst naar woensdag 25 september. In de 51e minuut kreeg FC Utrecht een penalty na een overtreding van Danny Post op Adrián Dalmau. Na ingrijpen van de videoscheidsrechter (VAR) werd de penalty geannuleerd door scheidsrechter Joey Kooij. Issah Abass zou volgens videoscheidsrechter Clay Ruperti buitenspel hebben gestaan. 88e minuut: gele kaart voor FC Utrecht-trainer John van den Brom. Competitiedebuut Lee Cattermole namens VVV. |            |           |                             | | |  |

Speelronde 5:
| zaterdag 31 augustus 2019, 20:45                                           | ADO Den Haag | 1-0 (1-0) | VVV-Venlo | Opstelling ADO Den Haag | Opstelling VVV-Venlo |  |
| Stadion: Cars Jeans Stadion, Den Haag Toeschouwers: 10.617 Arbiter: Mulder | Pinas 45'    |           |           | Zwinkels, Van Ewijk, Beugelsdijk, Pinas, Meijers , Immers, Falkenburg 53' 65' ( Malone 81'), Goossens 90', Ould-Chikh 64' ( Summerville), Necid, Hooi 78' ( Cibicki) RESERVEBANK: Koopmans, Havekotte, Kanon, Polley, Van Kleef, Goppel, Kramer | Kirschbaum, Pachonik, Kum 85', Röseler, R. Janssen 84' ( Scheimann), Post 53', 70', Linthorst, Neudecker 61' ( Wright), Sinclair 72', Soriano, Van Ooijen 73' ( Cattermole) RESERVEBANK: D. van Crooij, Craenmehr, Schäfer, Van Bruggen, Van Dijck |  |
| Stadion: Cars Jeans Stadion, Den Haag Toeschouwers: 10.617 Arbiter: Mulder |              |           |           | Zwinkels, Van Ewijk, Beugelsdijk, Pinas, Meijers , Immers, Falkenburg 53' 65' ( Malone 81'), Goossens 90', Ould-Chikh 64' ( Summerville), Necid, Hooi 78' ( Cibicki) RESERVEBANK: Koopmans, Havekotte, Kanon, Polley, Van Kleef, Goppel, Kramer | Kirschbaum, Pachonik, Kum 85', Röseler, R. Janssen 84' ( Scheimann), Post 53', 70', Linthorst, Neudecker 61' ( Wright), Sinclair 72', Soriano, Van Ooijen 73' ( Cattermole) RESERVEBANK: D. van Crooij, Craenmehr, Schäfer, Van Bruggen, Van Dijck |  |
| Stadion: Cars Jeans Stadion, Den Haag Toeschouwers: 10.617 Arbiter: Mulder |              |           |           | Zwinkels, Van Ewijk, Beugelsdijk, Pinas, Meijers , Immers, Falkenburg 53' 65' ( Malone 81'), Goossens 90', Ould-Chikh 64' ( Summerville), Necid, Hooi 78' ( Cibicki) RESERVEBANK: Koopmans, Havekotte, Kanon, Polley, Van Kleef, Goppel, Kramer | Kirschbaum, Pachonik, Kum 85', Röseler, R. Janssen 84' ( Scheimann), Post 53', 70', Linthorst, Neudecker 61' ( Wright), Sinclair 72', Soriano, Van Ooijen 73' ( Cattermole) RESERVEBANK: D. van Crooij, Craenmehr, Schäfer, Van Bruggen, Van Dijck |  |
| Bijz.: 45e minuut: gele kaart voor ADO-verzorger Dino Nunes.               |              |           |           | | |  |

Speelronde 6:
| zaterdag 14 september 2019, 19:45                                                                           | VVV-Venlo                | 2-1 (1-1) | FC Groningen | Opstelling VVV-Venlo | Opstelling FC Groningen |  |
| Stadion: Stadion De Koel, Venlo Toeschouwers: 6.265 Arbiter: Van den Kerkhof                                | Yeboah 12' Linthorst 84' |           | 44' Hrustić  | Kirschbaum, Pachonik, Röseler , Kum, Scheimann, Cattermole, Linthorst 84', Neudecker, Yeboah 89' ( Van Bruggen), Wright 70' ( Soriano), Van Ooijen 60' ( Sinclair) RESERVEBANK: Van Crooij, Craenmehr, R. Janssen, Schäfer, Dekker | Padt, Zeefuik, Te Wierik , Itakura, Van Hintum 87' ( Lundqvist), Matusiwa, Schreck 85' ( Sierhuis), El Messaoudi, Hrustić, Benschop, Warmerdam 74' ( El Hankouri) RESERVEBANK: Hoekstra, Absalem, Strunck, D. van Kaam, Asoro |  |
| Stadion: Stadion De Koel, Venlo Toeschouwers: 6.265 Arbiter: Van den Kerkhof                                |                          |           |              | Kirschbaum, Pachonik, Röseler , Kum, Scheimann, Cattermole, Linthorst 84', Neudecker, Yeboah 89' ( Van Bruggen), Wright 70' ( Soriano), Van Ooijen 60' ( Sinclair) RESERVEBANK: Van Crooij, Craenmehr, R. Janssen, Schäfer, Dekker | Padt, Zeefuik, Te Wierik , Itakura, Van Hintum 87' ( Lundqvist), Matusiwa, Schreck 85' ( Sierhuis), El Messaoudi, Hrustić, Benschop, Warmerdam 74' ( El Hankouri) RESERVEBANK: Hoekstra, Absalem, Strunck, D. van Kaam, Asoro |  |
| Stadion: Stadion De Koel, Venlo Toeschouwers: 6.265 Arbiter: Van den Kerkhof                                |                          |           |              | Kirschbaum, Pachonik, Röseler , Kum, Scheimann, Cattermole, Linthorst 84', Neudecker, Yeboah 89' ( Van Bruggen), Wright 70' ( Soriano), Van Ooijen 60' ( Sinclair) RESERVEBANK: Van Crooij, Craenmehr, R. Janssen, Schäfer, Dekker | Padt, Zeefuik, Te Wierik , Itakura, Van Hintum 87' ( Lundqvist), Matusiwa, Schreck 85' ( Sierhuis), El Messaoudi, Hrustić, Benschop, Warmerdam 74' ( El Hankouri) RESERVEBANK: Hoekstra, Absalem, Strunck, D. van Kaam, Asoro |  |
| Bijz.: Danny Post automatisch geschorst na 2× geel in 1 wedstrijd. Competitiedebuut John Yeboah namens VVV. |                          |           |              | | |  |

Speelronde 7:
| zaterdag 21 september 2019, 19:45                                                  | Willem II                        | 1-0 (1-0) | VVV-Venlo | Opstelling Willem II | Opstelling VVV-Venlo |  |
| Stadion: Koning Willem II Stadion, Tilburg Toeschouwers: 13.227 Arbiter: Dieperink | Pavlidis 22' (pen.) Pavlidis 22' |           |           | Wellenreuther 75', Heerkens, Holmén, Peters , Nelom 79' ( Nieuwkoop), Saddiki, Vrousai, Llonch, Nunnely 83' ( Kabangu), Pavlidis, Köhlert 58' ( Ndayishimiye) RESERVEBANK: Van den Berg, Queirós, McGarry, Quiñónez, Zuijderwijk, Gladon | Kirschbaum, Pachonik, Röseler 71' ( Wright), Kum, Scheimann, Post 62', Linthorst, Cattermole, Yeboah 86' ( Neudecker), Soriano, Van Ooijen 76' ( Sinclair) RESERVEBANK: D. van Crooij, Craenmehr, R. Janssen, Schäfer, Dekker, Van Bruggen |  |
| Stadion: Koning Willem II Stadion, Tilburg Toeschouwers: 13.227 Arbiter: Dieperink |                                  |           |           | Wellenreuther 75', Heerkens, Holmén, Peters , Nelom 79' ( Nieuwkoop), Saddiki, Vrousai, Llonch, Nunnely 83' ( Kabangu), Pavlidis, Köhlert 58' ( Ndayishimiye) RESERVEBANK: Van den Berg, Queirós, McGarry, Quiñónez, Zuijderwijk, Gladon | Kirschbaum, Pachonik, Röseler 71' ( Wright), Kum, Scheimann, Post 62', Linthorst, Cattermole, Yeboah 86' ( Neudecker), Soriano, Van Ooijen 76' ( Sinclair) RESERVEBANK: D. van Crooij, Craenmehr, R. Janssen, Schäfer, Dekker, Van Bruggen |  |
| Stadion: Koning Willem II Stadion, Tilburg Toeschouwers: 13.227 Arbiter: Dieperink |                                  |           |           | Wellenreuther 75', Heerkens, Holmén, Peters , Nelom 79' ( Nieuwkoop), Saddiki, Vrousai, Llonch, Nunnely 83' ( Kabangu), Pavlidis, Köhlert 58' ( Ndayishimiye) RESERVEBANK: Van den Berg, Queirós, McGarry, Quiñónez, Zuijderwijk, Gladon | Kirschbaum, Pachonik, Röseler 71' ( Wright), Kum, Scheimann, Post 62', Linthorst, Cattermole, Yeboah 86' ( Neudecker), Soriano, Van Ooijen 76' ( Sinclair) RESERVEBANK: D. van Crooij, Craenmehr, R. Janssen, Schäfer, Dekker, Van Bruggen |  |
|                                                                                    |                                  |           |           | | |  |

Speelronde 8:
| zaterdag 28 september 2019, 18:30 | VVV-Venlo         | 0-3 (0-2) | sc Heerenveen                  | Opstelling VVV-Venlo | Opstelling sc Heerenveen |  |
| Stadion: Stadion De Koel, Venlo Toeschouwers: 5.944 Arbiter: Gözübüyük                                                                           | Wright 25' (pen.) |           | 8' Ejuke 13' Ejuke 87' Odgaard | Kirschbaum, Pachonik 30', Röseler, Kum 46' ( Soriano), R. Janssen 83', Post , Cattermole, Linthorst, Neudecker 46' ( Sinclair), Wright, Yeboah RESERVEBANK: Van Crooij, Antunić, Schäfer, Dekker, Scheimann, Van Bruggen, Van Ooijen | Hahn, Floranus 54' 82' ( Van Rhijn), Drešević, Botman, Woudenberg, Kongolo, Faik , Veerman 69' ( Bruijn), Van Bergen, Odgaard, Ejuke 90' ( Halilović) RESERVEBANK: Bednarek, Doornbusch, Høegh, Skovgaard, Đoàn, Akujobi, Dreyer |  |
| Stadion: Stadion De Koel, Venlo Toeschouwers: 5.944 Arbiter: Gözübüyük                                                                           |                   |           |                                | Kirschbaum, Pachonik 30', Röseler, Kum 46' ( Soriano), R. Janssen 83', Post , Cattermole, Linthorst, Neudecker 46' ( Sinclair), Wright, Yeboah RESERVEBANK: Van Crooij, Antunić, Schäfer, Dekker, Scheimann, Van Bruggen, Van Ooijen | Hahn, Floranus 54' 82' ( Van Rhijn), Drešević, Botman, Woudenberg, Kongolo, Faik , Veerman 69' ( Bruijn), Van Bergen, Odgaard, Ejuke 90' ( Halilović) RESERVEBANK: Bednarek, Doornbusch, Høegh, Skovgaard, Đoàn, Akujobi, Dreyer |  |
| Stadion: Stadion De Koel, Venlo Toeschouwers: 5.944 Arbiter: Gözübüyük                                                                           |                   |           |                                | Kirschbaum, Pachonik 30', Röseler, Kum 46' ( Soriano), R. Janssen 83', Post , Cattermole, Linthorst, Neudecker 46' ( Sinclair), Wright, Yeboah RESERVEBANK: Van Crooij, Antunić, Schäfer, Dekker, Scheimann, Van Bruggen, Van Ooijen | Hahn, Floranus 54' 82' ( Van Rhijn), Drešević, Botman, Woudenberg, Kongolo, Faik , Veerman 69' ( Bruijn), Van Bergen, Odgaard, Ejuke 90' ( Halilović) RESERVEBANK: Bednarek, Doornbusch, Høegh, Skovgaard, Đoàn, Akujobi, Dreyer |  |
| Bijz.: Oorspronkelijke datum: zondag 29 september 2019, 16:45. Verplaatst in verband met de Europese wedstrijden van Ajax, PSV, Feyenoord en AZ. |                   |           |                                | | |  |

Speelronde 9:
| zondag 6 oktober 2019, 16:45 | PSV                                           | 4-1 (0-0) | VVV-Venlo    | Opstelling PSV | Opstelling VVV-Venlo |  |
| Stadion: Philips Stadion, Eindhoven Toeschouwers: 33.000 Arbiter: Lindhout                                                                      | Bergwijn 61' Dumfries 65' Malen 70' Malen 86' |           | 73' Pachonik | Ruiter, Dumfries, Schwaab, Viergever, Sadílek, Rosario , Bergwijn, Gutiérrez 85' ( Thomas), Doan 80' ( Mitroglou), Malen, Bruma 56' ( Gakpo) RESERVEBANK: Unnerstall, Van de Meulenhof, Lato, Baumgartl, Boscagli, Teze, Afellay, Pereiro | Kirschbaum 60', Pachonik, Röseler, Schäfer, R. Janssen, Post , Linthorst, Cattermole 87' ( Neudecker), Yeboah 67' ( Sinclair), Wright 87' ( Soriano), Van Ooijen RESERVEBANK: D. van Crooij, Craenmehr, Kum, Dekker, Scheimann, Van Bruggen, Opoku |  |
| Stadion: Philips Stadion, Eindhoven Toeschouwers: 33.000 Arbiter: Lindhout                                                                      |                                               |           |              | Ruiter, Dumfries, Schwaab, Viergever, Sadílek, Rosario , Bergwijn, Gutiérrez 85' ( Thomas), Doan 80' ( Mitroglou), Malen, Bruma 56' ( Gakpo) RESERVEBANK: Unnerstall, Van de Meulenhof, Lato, Baumgartl, Boscagli, Teze, Afellay, Pereiro | Kirschbaum 60', Pachonik, Röseler, Schäfer, R. Janssen, Post , Linthorst, Cattermole 87' ( Neudecker), Yeboah 67' ( Sinclair), Wright 87' ( Soriano), Van Ooijen RESERVEBANK: D. van Crooij, Craenmehr, Kum, Dekker, Scheimann, Van Bruggen, Opoku |  |
| Stadion: Philips Stadion, Eindhoven Toeschouwers: 33.000 Arbiter: Lindhout                                                                      |                                               |           |              | Ruiter, Dumfries, Schwaab, Viergever, Sadílek, Rosario , Bergwijn, Gutiérrez 85' ( Thomas), Doan 80' ( Mitroglou), Malen, Bruma 56' ( Gakpo) RESERVEBANK: Unnerstall, Van de Meulenhof, Lato, Baumgartl, Boscagli, Teze, Afellay, Pereiro | Kirschbaum 60', Pachonik, Röseler, Schäfer, R. Janssen, Post , Linthorst, Cattermole 87' ( Neudecker), Yeboah 67' ( Sinclair), Wright 87' ( Soriano), Van Ooijen RESERVEBANK: D. van Crooij, Craenmehr, Kum, Dekker, Scheimann, Van Bruggen, Opoku |  |
| Bijz.: Oorspronkelijke datum: zaterdag 5 oktober 2019, 19:45. Verplaatst in verband met de Europese wedstrijden van Ajax, PSV, Feyenoord en AZ. |                                               |           |              | | |  |

Speelronde 10:
| zaterdag 19 oktober 2019, 20:45                                     | VVV-Venlo | 0-4 (0-3) | Vitesse                                      | Opstelling VVV-Venlo | Opstelling Vitesse |  |
| Stadion: Stadion De Koel, Venlo Toeschouwers: 5.992 Arbiter: Mulder |           |           | 29' Linssen 34' Linssen 43' Bazoer 53' Dicko | Kirschbaum, Pachonik, Röseler, Schäfer, R. Janssen, Post , Cattermole 85', Neudecker 79' ( Opoku), Yeboah, Wright 56' ( Sinclair), Van Ooijen 41' 57' ( Soriano) RESERVEBANK: Van Crooij, Craenmehr, Kum, Dekker, Scheimann, Van Bruggen | Pasveer, Dasa, Doekhi, Obispo, Clark, Foor, Bero 87' ( Vroegh), Bazoer, Dicko 66' ( Grot), Linssen , Matavž 75' ( Buitink) RESERVEBANK: Lamprou, Bayazit, Lelieveld, Hájek, Darfalou |  |
| Stadion: Stadion De Koel, Venlo Toeschouwers: 5.992 Arbiter: Mulder |           |           |                                              | Kirschbaum, Pachonik, Röseler, Schäfer, R. Janssen, Post , Cattermole 85', Neudecker 79' ( Opoku), Yeboah, Wright 56' ( Sinclair), Van Ooijen 41' 57' ( Soriano) RESERVEBANK: Van Crooij, Craenmehr, Kum, Dekker, Scheimann, Van Bruggen | Pasveer, Dasa, Doekhi, Obispo, Clark, Foor, Bero 87' ( Vroegh), Bazoer, Dicko 66' ( Grot), Linssen , Matavž 75' ( Buitink) RESERVEBANK: Lamprou, Bayazit, Lelieveld, Hájek, Darfalou |  |
| Stadion: Stadion De Koel, Venlo Toeschouwers: 5.992 Arbiter: Mulder |           |           |                                              | Kirschbaum, Pachonik, Röseler, Schäfer, R. Janssen, Post , Cattermole 85', Neudecker 79' ( Opoku), Yeboah, Wright 56' ( Sinclair), Van Ooijen 41' 57' ( Soriano) RESERVEBANK: Van Crooij, Craenmehr, Kum, Dekker, Scheimann, Van Bruggen | Pasveer, Dasa, Doekhi, Obispo, Clark, Foor, Bero 87' ( Vroegh), Bazoer, Dicko 66' ( Grot), Linssen , Matavž 75' ( Buitink) RESERVEBANK: Lamprou, Bayazit, Lelieveld, Hájek, Darfalou |  |
|                                                                     |           |           |                                              | | |  |

Speelronde 11:
| zaterdag 26 oktober 2019, 19:45 | Fortuna Sittard                                    | 4-1 (2-0) | VVV-Venlo | Opstelling Fortuna Sittard | Opstelling VVV-Venlo |  |
| Stadion: Fortuna Sittard Stadion, Sittard Toeschouwers: 8.388 Arbiter: Makkelie | Diemers 9' Diemers 26' Ciss 50' Diemers (pen.) 87' |           | 72' Opoku | Koșelev, Essers 46' ( Harries), Angha, Niňaj, Cox, Tekie 89', Passlack, Smeets , Sambou 80' ( Carbonell), Ciss, Diemers 88' ( Damașcan) RESERVEBANK: Koot, Jug, Ugur, El Ablak, Ioannidis, Karjalainen | Kirschbaum, Pachonik 86', Röseler, Schäfer, Scheimann, Post 84', Linthorst 28' ( Opoku), Cattermole 57' 78' ( Van Ooijen), Neudecker, Soriano, Wright 78' ( Sinclair) RESERVEBANK: D. van Crooij, Craenmehr, Kum, Dekker, Van Bruggen |  |
| Stadion: Fortuna Sittard Stadion, Sittard Toeschouwers: 8.388 Arbiter: Makkelie |                                                    |           |           | Koșelev, Essers 46' ( Harries), Angha, Niňaj, Cox, Tekie 89', Passlack, Smeets , Sambou 80' ( Carbonell), Ciss, Diemers 88' ( Damașcan) RESERVEBANK: Koot, Jug, Ugur, El Ablak, Ioannidis, Karjalainen | Kirschbaum, Pachonik 86', Röseler, Schäfer, Scheimann, Post 84', Linthorst 28' ( Opoku), Cattermole 57' 78' ( Van Ooijen), Neudecker, Soriano, Wright 78' ( Sinclair) RESERVEBANK: D. van Crooij, Craenmehr, Kum, Dekker, Van Bruggen |  |
| Stadion: Fortuna Sittard Stadion, Sittard Toeschouwers: 8.388 Arbiter: Makkelie |                                                    |           |           | Koșelev, Essers 46' ( Harries), Angha, Niňaj, Cox, Tekie 89', Passlack, Smeets , Sambou 80' ( Carbonell), Ciss, Diemers 88' ( Damașcan) RESERVEBANK: Koot, Jug, Ugur, El Ablak, Ioannidis, Karjalainen | Kirschbaum, Pachonik 86', Röseler, Schäfer, Scheimann, Post 84', Linthorst 28' ( Opoku), Cattermole 57' 78' ( Van Ooijen), Neudecker, Soriano, Wright 78' ( Sinclair) RESERVEBANK: D. van Crooij, Craenmehr, Kum, Dekker, Van Bruggen |  |
| Bijz.: Wedstrijd begon een half uur later (20:15) vanwege een loshangend reclamebord. Doelpunt van Mark Diemers in de 54e minuut geannuleerd na ingrijpen van Allard Lindhout (VAR) vanwege voorafgaand hands van Amadou Ciss. |                                                    |           |           | | |  |

Speelronde 12:
| zondag 3 november 2019, 14:30                                     | VVV-Venlo | 0-3 (0-2) | Feyenoord                                      | Opstelling VVV-Venlo | Opstelling Feyenoord |  |
| Stadion: Stadion De Koel, Venlo Toeschouwers: 6.572 Arbiter: Blom |           |           | 18' Jørgensen 33' Berghuis 90' (pen.) Berghuis | Kirschbaum, Pachonik, Röseler, Schäfer, Kum 49', 69', Post 86', Cattermole 73' ( Yeboah), Neudecker, Linthorst, Wright, Van Ooijen 72' ( Opoku) RESERVEBANK: Van Crooij, Craenmehr, Dekker, Scheimann, Van Bruggen, Soriano, Sinclair | Vermeer, Karsdorp 77' ( Geertruida), Ié, Van der Heijden, Haps, Toornstra, Kökçü, Fer, Berghuis , Jørgensen 63' 83' ( Narsingh), Sinisterra 81' ( Larsson) RESERVEBANK: Bijlow, Marsman, Senesi, Malacia, Tapia, Burger, Ayoub |  |
| Stadion: Stadion De Koel, Venlo Toeschouwers: 6.572 Arbiter: Blom |           |           |                                                | Kirschbaum, Pachonik, Röseler, Schäfer, Kum 49', 69', Post 86', Cattermole 73' ( Yeboah), Neudecker, Linthorst, Wright, Van Ooijen 72' ( Opoku) RESERVEBANK: Van Crooij, Craenmehr, Dekker, Scheimann, Van Bruggen, Soriano, Sinclair | Vermeer, Karsdorp 77' ( Geertruida), Ié, Van der Heijden, Haps, Toornstra, Kökçü, Fer, Berghuis , Jørgensen 63' 83' ( Narsingh), Sinisterra 81' ( Larsson) RESERVEBANK: Bijlow, Marsman, Senesi, Malacia, Tapia, Burger, Ayoub |  |
| Stadion: Stadion De Koel, Venlo Toeschouwers: 6.572 Arbiter: Blom |           |           |                                                | Kirschbaum, Pachonik, Röseler, Schäfer, Kum 49', 69', Post 86', Cattermole 73' ( Yeboah), Neudecker, Linthorst, Wright, Van Ooijen 72' ( Opoku) RESERVEBANK: Van Crooij, Craenmehr, Dekker, Scheimann, Van Bruggen, Soriano, Sinclair | Vermeer, Karsdorp 77' ( Geertruida), Ié, Van der Heijden, Haps, Toornstra, Kökçü, Fer, Berghuis , Jørgensen 63' 83' ( Narsingh), Sinisterra 81' ( Larsson) RESERVEBANK: Bijlow, Marsman, Senesi, Malacia, Tapia, Burger, Ayoub |  |
|                                                                   |           |           |                                                | | |  |

Speelronde 13:
| zaterdag 9 november 2019, 20:45 | Heracles Almelo                                                                   | 6-1 (2-0) | VVV-Venlo      | Opstelling Heracles Almelo | Opstelling VVV-Venlo |  |
| Stadion: Erve Asito, Almelo Toeschouwers: 9.400 Arbiter: Kamphuis | Merkel 23' Van der Water 41' Dessers 56' Mauro Júnior 60' Dessers 64' Dessers 82' |           | 74' Van Ooijen | Blaswich, Bakboord, Pröpper 74' 80' ( Van den Buijs), Czyborra, Knoester, Kiomourtzoglou 46' ( Jakubiak), Mauro Júnior 86' ( Bijleveld), Merkel, Van der Water 6', Dessers, Dos Santos RESERVEBANK: Brouwer, Bucker, Breukers, Rossmann, Hardeveld, Szőke, Konings | Kirschbaum, Pachonik, Röseler 54' ( Van Bruggen), Schäfer, R. Janssen 33', Post , Neudecker 14', Van Ooijen, Yeboah 66' ( Dekker), Soriano 67' ( Opoku), Wright RESERVEBANK: D. van Crooij, Antunić, Scheimann, S. Janssen, Sinclair |  |
| Stadion: Erve Asito, Almelo Toeschouwers: 9.400 Arbiter: Kamphuis |                                                                                   |           |                | Blaswich, Bakboord, Pröpper 74' 80' ( Van den Buijs), Czyborra, Knoester, Kiomourtzoglou 46' ( Jakubiak), Mauro Júnior 86' ( Bijleveld), Merkel, Van der Water 6', Dessers, Dos Santos RESERVEBANK: Brouwer, Bucker, Breukers, Rossmann, Hardeveld, Szőke, Konings | Kirschbaum, Pachonik, Röseler 54' ( Van Bruggen), Schäfer, R. Janssen 33', Post , Neudecker 14', Van Ooijen, Yeboah 66' ( Dekker), Soriano 67' ( Opoku), Wright RESERVEBANK: D. van Crooij, Antunić, Scheimann, S. Janssen, Sinclair |  |
| Stadion: Erve Asito, Almelo Toeschouwers: 9.400 Arbiter: Kamphuis |                                                                                   |           |                | Blaswich, Bakboord, Pröpper 74' 80' ( Van den Buijs), Czyborra, Knoester, Kiomourtzoglou 46' ( Jakubiak), Mauro Júnior 86' ( Bijleveld), Merkel, Van der Water 6', Dessers, Dos Santos RESERVEBANK: Brouwer, Bucker, Breukers, Rossmann, Hardeveld, Szőke, Konings | Kirschbaum, Pachonik, Röseler 54' ( Van Bruggen), Schäfer, R. Janssen 33', Post , Neudecker 14', Van Ooijen, Yeboah 66' ( Dekker), Soriano 67' ( Opoku), Wright RESERVEBANK: D. van Crooij, Antunić, Scheimann, S. Janssen, Sinclair |  |
| Bijz.: Christian Kum automatisch geschorst na 2× geel in 1 wedstrijd. 34e minuut: gele kaart voor VVV-trainer Robert Maaskant. Laatste wedstrijd Robert Maaskant die twee dagen later werd ontslagen. |                                                                                   |           |                | | |  |

Speelronde 14:
| zondag 24 november 2019, 16:45 | VVV-Venlo                  | 2-1 (2-1) | FC Twente  | Opstelling VVV-Venlo | Opstelling FC Twente |  |
| Stadion: Stadion De Koel, Venlo Toeschouwers: 6.730 Arbiter: Van der Eijk                                                                                                   | Van Ooijen 34' Soriano 36' |           | 41' Vučkić | Kirschbaum, Pachonik 74' ( Dekker), Schäfer, Kum, R. Janssen, Post 90', Opoku 84' ( Sinclair), Linthorst, Wright 88' ( Yeboah), Soriano, Van Ooijen 90' RESERVEBANK: Van Crooij, Craenmehr, Scheimann, Van Bruggen, Van Dijck, Neudecker, S. Janssen | Drommel, Latibeaudiere 81' ( Berggreen), Busquets, Schenk , Verdonk, Selahi, Roemeratoe, Espinosa 58' ( Aboerdzjania), Aitor 33', Vučkić, Nakamura 64' ( Menig) RESERVEBANK: Brondeel, De Lange, Verhaegh, Pleguezuelo, Bijen, Brama, Zekhnini |  |
| Stadion: Stadion De Koel, Venlo Toeschouwers: 6.730 Arbiter: Van der Eijk                                                                                                   |                            |           |            | Kirschbaum, Pachonik 74' ( Dekker), Schäfer, Kum, R. Janssen, Post 90', Opoku 84' ( Sinclair), Linthorst, Wright 88' ( Yeboah), Soriano, Van Ooijen 90' RESERVEBANK: Van Crooij, Craenmehr, Scheimann, Van Bruggen, Van Dijck, Neudecker, S. Janssen | Drommel, Latibeaudiere 81' ( Berggreen), Busquets, Schenk , Verdonk, Selahi, Roemeratoe, Espinosa 58' ( Aboerdzjania), Aitor 33', Vučkić, Nakamura 64' ( Menig) RESERVEBANK: Brondeel, De Lange, Verhaegh, Pleguezuelo, Bijen, Brama, Zekhnini |  |
| Stadion: Stadion De Koel, Venlo Toeschouwers: 6.730 Arbiter: Van der Eijk                                                                                                   |                            |           |            | Kirschbaum, Pachonik 74' ( Dekker), Schäfer, Kum, R. Janssen, Post 90', Opoku 84' ( Sinclair), Linthorst, Wright 88' ( Yeboah), Soriano, Van Ooijen 90' RESERVEBANK: Van Crooij, Craenmehr, Scheimann, Van Bruggen, Van Dijck, Neudecker, S. Janssen | Drommel, Latibeaudiere 81' ( Berggreen), Busquets, Schenk , Verdonk, Selahi, Roemeratoe, Espinosa 58' ( Aboerdzjania), Aitor 33', Vučkić, Nakamura 64' ( Menig) RESERVEBANK: Brondeel, De Lange, Verhaegh, Pleguezuelo, Bijen, Brama, Zekhnini |  |
| Bijz.: Oorspronkelijke tijdstip 14:30. Verplaatst in verband met de Europese wedstrijden van Ajax, PSV, Feyenoord en AZ. Eerste wedstrijd Jay Driessen als interim-trainer. |                            |           |            | | |  |

Speelronde 15:
| zondag 1 december 2019, 16:45 | AZ           | 1-0 (1-0) | VVV-Venlo | Opstelling AZ | Opstelling VVV-Venlo |  |
| Stadion: Cars Jeans Stadion, Den Haag Toeschouwers: 6.007 Arbiter: Van den Kerkhof | Sugawara 39' |           |           | Bizot, Svensson 59', Clasie, Wuytens, Wijndal, Sugawara 87' ( Aboukhlal), De Wit, Koopmeiners 71', Stengs, Boadu 75' ( Druijf), Idrissi RESERVEBANK: Schendelaar, De Boer, Ouwejan, Kramer, Reijnders, Midtsjø | Kirschbaum, Pachonik, Röseler, Kum, R. Janssen 88' ( Neudecker), Post , Van Ooijen 71' ( Sinclair), Linthorst, Opoku 78' ( Yeboah), Soriano, Wright RESERVEBANK: D. van Crooij, Craenmehr, Schäfer, Dekker, Scheimann, Van Bruggen, S. Janssen, Van Dijck |  |
| Stadion: Cars Jeans Stadion, Den Haag Toeschouwers: 6.007 Arbiter: Van den Kerkhof |              |           |           | Bizot, Svensson 59', Clasie, Wuytens, Wijndal, Sugawara 87' ( Aboukhlal), De Wit, Koopmeiners 71', Stengs, Boadu 75' ( Druijf), Idrissi RESERVEBANK: Schendelaar, De Boer, Ouwejan, Kramer, Reijnders, Midtsjø | Kirschbaum, Pachonik, Röseler, Kum, R. Janssen 88' ( Neudecker), Post , Van Ooijen 71' ( Sinclair), Linthorst, Opoku 78' ( Yeboah), Soriano, Wright RESERVEBANK: D. van Crooij, Craenmehr, Schäfer, Dekker, Scheimann, Van Bruggen, S. Janssen, Van Dijck |  |
| Stadion: Cars Jeans Stadion, Den Haag Toeschouwers: 6.007 Arbiter: Van den Kerkhof |              |           |           | Bizot, Svensson 59', Clasie, Wuytens, Wijndal, Sugawara 87' ( Aboukhlal), De Wit, Koopmeiners 71', Stengs, Boadu 75' ( Druijf), Idrissi RESERVEBANK: Schendelaar, De Boer, Ouwejan, Kramer, Reijnders, Midtsjø | Kirschbaum, Pachonik, Röseler, Kum, R. Janssen 88' ( Neudecker), Post , Van Ooijen 71' ( Sinclair), Linthorst, Opoku 78' ( Yeboah), Soriano, Wright RESERVEBANK: D. van Crooij, Craenmehr, Schäfer, Dekker, Scheimann, Van Bruggen, S. Janssen, Van Dijck |  |
| Bijz.: Oorspronkelijke tijdstip 14:30. Verplaatst in verband met de Europese wedstrijden van Ajax, PSV, Feyenoord en AZ. Wedstrijd kan niet gespeeld worden in het AFAS Stadion te Alkmaar omdat demontagewerkzaamheden nog niet zijn afgerond na het instorten op 10 augustus 2019 van een tribunedak. |              |           |           | | |  |

Speelronde 16:
| zaterdag 7 december 2019, 19:45 | VVV-Venlo               | 2-0 (1-0) | FC Emmen | Opstelling VVV-Venlo | Opstelling FC Emmen |  |
| Stadion: Stadion De Koel, Venlo Toeschouwers: 6.580 Arbiter: Bax | Opoku 7' Van Ooijen 90' |           |          | Kirschbaum 80', Pachonik, Röseler 42', Kum, R. Janssen, Post 59', Linthorst, Van Ooijen, Sinclair 85' ( Neudecker), Opoku 67' ( Yeboah), Wright RESERVEBANK: Van Crooij, Craenmehr, Schäfer, Dekker, Scheimann, Van Bruggen, Van Dijck, S. Janssen, Bastiaans | Telgenkamp, Veendorp, Araujo, Heylen, Burnet 71', Laursen, Hiariej 78' ( De Vos 88'), Chacón 85' ( Ugrinic), Peña, De Leeuw , Kolar 46' ( Arias) RESERVEBANK: Jalving, Van der Lei, Görgülü, Sopić, Roosken, Slagveer, Quispel |  |
| Stadion: Stadion De Koel, Venlo Toeschouwers: 6.580 Arbiter: Bax |                         |           |          | Kirschbaum 80', Pachonik, Röseler 42', Kum, R. Janssen, Post 59', Linthorst, Van Ooijen, Sinclair 85' ( Neudecker), Opoku 67' ( Yeboah), Wright RESERVEBANK: Van Crooij, Craenmehr, Schäfer, Dekker, Scheimann, Van Bruggen, Van Dijck, S. Janssen, Bastiaans | Telgenkamp, Veendorp, Araujo, Heylen, Burnet 71', Laursen, Hiariej 78' ( De Vos 88'), Chacón 85' ( Ugrinic), Peña, De Leeuw , Kolar 46' ( Arias) RESERVEBANK: Jalving, Van der Lei, Görgülü, Sopić, Roosken, Slagveer, Quispel |  |
| Stadion: Stadion De Koel, Venlo Toeschouwers: 6.580 Arbiter: Bax |                         |           |          | Kirschbaum 80', Pachonik, Röseler 42', Kum, R. Janssen, Post 59', Linthorst, Van Ooijen, Sinclair 85' ( Neudecker), Opoku 67' ( Yeboah), Wright RESERVEBANK: Van Crooij, Craenmehr, Schäfer, Dekker, Scheimann, Van Bruggen, Van Dijck, S. Janssen, Bastiaans | Telgenkamp, Veendorp, Araujo, Heylen, Burnet 71', Laursen, Hiariej 78' ( De Vos 88'), Chacón 85' ( Ugrinic), Peña, De Leeuw , Kolar 46' ( Arias) RESERVEBANK: Jalving, Van der Lei, Görgülü, Sopić, Roosken, Slagveer, Quispel |  |
| Bijz.: Oorspronkelijke datum: vrijdag 6 december 2019, 20:00. Verplaatst in verband met de Europese wedstrijden van Ajax, PSV, Feyenoord en AZ. Lorenzo Burnet kreeg na ingrijpen van de videoscheidsrechter (VAR) de rode kaart. Diens charge op Evert Linthorst bleef aanvankelijk onbestraft. Scheidsrechter Christiaan Bax werd echter gecorrigeerd door videoscheidsrechter Rob Dieperink. Voor het eerst in dit seizoen hoeft VVV geen tegendoelpunt te incasseren. 250e competitiewedstrijd Post in het betaald voetbal. |                         |           |          | | |  |

Speelronde 17:
| zaterdag 14 december 2019, 19:45                                                                            | VVV-Venlo     | 1-2 (0-2) | PEC Zwolle           | Opstelling VVV-Venlo | Opstelling PEC Zwolle |  |
| Stadion: Stadion De Koel, Venlo Toeschouwers: 6.861 Arbiter: Nagtegaal                                      | Bastiaans 77' |           | 11' Paal 24' Clement | Kirschbaum, Pachonik, Röseler , Kum, R. Janssen 83' ( Van Dijck), Linthorst, Van Ooijen, Opoku, Sinclair, Soriano 74' ( Bastiaans), Wright 46' ( Yeboah) RESERVEBANK: Van Crooij, Craenmehr, Schäfer, Dekker, Scheimann, Van Bruggen, S. Janssen, Roemer | Zetterer, Hamer 90', Lachman, Lam, Paal 34', Dekker 81' ( Kersten), Clement , Huiberts, Van Crooij 88' ( Van Wermeskerken), Thy, Van Duinen 68' ( Johnsen) RESERVEBANK: Mous, Hauptmeijer, Nakayama, Bajselmani, Saymak, Bel Hassani, Bruns, Ghoochannejhad |  |
| Stadion: Stadion De Koel, Venlo Toeschouwers: 6.861 Arbiter: Nagtegaal                                      |               |           |                      | Kirschbaum, Pachonik, Röseler , Kum, R. Janssen 83' ( Van Dijck), Linthorst, Van Ooijen, Opoku, Sinclair, Soriano 74' ( Bastiaans), Wright 46' ( Yeboah) RESERVEBANK: Van Crooij, Craenmehr, Schäfer, Dekker, Scheimann, Van Bruggen, S. Janssen, Roemer | Zetterer, Hamer 90', Lachman, Lam, Paal 34', Dekker 81' ( Kersten), Clement , Huiberts, Van Crooij 88' ( Van Wermeskerken), Thy, Van Duinen 68' ( Johnsen) RESERVEBANK: Mous, Hauptmeijer, Nakayama, Bajselmani, Saymak, Bel Hassani, Bruns, Ghoochannejhad |  |
| Stadion: Stadion De Koel, Venlo Toeschouwers: 6.861 Arbiter: Nagtegaal                                      |               |           |                      | Kirschbaum, Pachonik, Röseler , Kum, R. Janssen 83' ( Van Dijck), Linthorst, Van Ooijen, Opoku, Sinclair, Soriano 74' ( Bastiaans), Wright 46' ( Yeboah) RESERVEBANK: Van Crooij, Craenmehr, Schäfer, Dekker, Scheimann, Van Bruggen, S. Janssen, Roemer | Zetterer, Hamer 90', Lachman, Lam, Paal 34', Dekker 81' ( Kersten), Clement , Huiberts, Van Crooij 88' ( Van Wermeskerken), Thy, Van Duinen 68' ( Johnsen) RESERVEBANK: Mous, Hauptmeijer, Nakayama, Bajselmani, Saymak, Bel Hassani, Bruns, Ghoochannejhad |  |
| Bijz.: Post geschorst vanwege 5e gele kaart. Competitiedebuut Aaron Bastiaans en Stan van Dijck namens VVV. |               |           |                      | | |  |

Speelronde 18:
| zondag 22 december 2019, 16:45                                                                             | Vitesse                           | 3-0 (2-0) | VVV-Venlo | Opstelling Vitesse | Opstelling VVV-Venlo |  |
| Stadion: GelreDome, Arnhem Toeschouwers: 13.454 Arbiter: Mulder                                            | Bazoer 27' Matavž 30' Linssen 71' |           |           | Pasveer, Lelieveld, Doekhi, Obispo, Clark, Bazoer 86' ( Oukili), Foor 75' ( Vroegh), Bero 31', Dicko 82' ( Buitink 89'), Matavž, Linssen RESERVEBANK: Lamprou, Bayazit, Hájek, Aktaş, Grot, Darfalou, Tannane | Kirschbaum, Pachonik, Röseler, Kum 55', R. Janssen, Post , Linthorst 24' 61' ( S. Janssen), Van Ooijen, Opoku, Soriano 61' ( Wright), Sinclair 80' ( Yeboah) RESERVEBANK: D. van Crooij, Craenmehr, Schäfer, Dekker, Scheimann, Van Bruggen, Van Dijck, Roemer |  |
| Stadion: GelreDome, Arnhem Toeschouwers: 13.454 Arbiter: Mulder                                            |                                   |           |           | Pasveer, Lelieveld, Doekhi, Obispo, Clark, Bazoer 86' ( Oukili), Foor 75' ( Vroegh), Bero 31', Dicko 82' ( Buitink 89'), Matavž, Linssen RESERVEBANK: Lamprou, Bayazit, Hájek, Aktaş, Grot, Darfalou, Tannane | Kirschbaum, Pachonik, Röseler, Kum 55', R. Janssen, Post , Linthorst 24' 61' ( S. Janssen), Van Ooijen, Opoku, Soriano 61' ( Wright), Sinclair 80' ( Yeboah) RESERVEBANK: D. van Crooij, Craenmehr, Schäfer, Dekker, Scheimann, Van Bruggen, Van Dijck, Roemer |  |
| Stadion: GelreDome, Arnhem Toeschouwers: 13.454 Arbiter: Mulder                                            |                                   |           |           | Pasveer, Lelieveld, Doekhi, Obispo, Clark, Bazoer 86' ( Oukili), Foor 75' ( Vroegh), Bero 31', Dicko 82' ( Buitink 89'), Matavž, Linssen RESERVEBANK: Lamprou, Bayazit, Hájek, Aktaş, Grot, Darfalou, Tannane | Kirschbaum, Pachonik, Röseler, Kum 55', R. Janssen, Post , Linthorst 24' 61' ( S. Janssen), Van Ooijen, Opoku, Soriano 61' ( Wright), Sinclair 80' ( Yeboah) RESERVEBANK: D. van Crooij, Craenmehr, Schäfer, Dekker, Scheimann, Van Bruggen, Van Dijck, Roemer |  |
| Bijz.: Laatste competitiewedstrijd voor de winterstop. Laatste wedstrijd Jay Driessen als interim-trainer. |                                   |           |           | | |  |

Speelronde 19:
| zondag 19 januari 2020, 12:15 | VVV-Venlo        | 1-1 (0-0) | PSV          | Opstelling VVV-Venlo | Opstelling PSV |  |
| Stadion: Stadion De Koel, Venlo Toeschouwers: 7.059 Arbiter: Makkelie                                                                     | Opoku 68' (pen.) |           | 90' Dumfries | Kirschbaum, Pachonik, Röseler , Kum, R. Janssen, Linthorst 21' ( S. Janssen), Cattermole, Van Ooijen, Opoku, Darfalou, Sinclair 85' ( Wright) RESERVEBANK: Verbong, D. van Crooij, Schäfer, Dekker, Scheimann, Van Dijck, Neudecker, Soriano, Yeboah, Roemer | Unnerstall, Dumfries , Schwaab, Baumgartl, Boscagli, Rosario, Ihattaren, Thomas, Bruma 73' ( Madueke), Bergwijn, Gakpo 62' ( Hendrix) RESERVEBANK: Ruiter, Roulaux, Teze, Gutiérrez, Afellay, Doan |  |
| Stadion: Stadion De Koel, Venlo Toeschouwers: 7.059 Arbiter: Makkelie                                                                     |                  |           |              | Kirschbaum, Pachonik, Röseler , Kum, R. Janssen, Linthorst 21' ( S. Janssen), Cattermole, Van Ooijen, Opoku, Darfalou, Sinclair 85' ( Wright) RESERVEBANK: Verbong, D. van Crooij, Schäfer, Dekker, Scheimann, Van Dijck, Neudecker, Soriano, Yeboah, Roemer | Unnerstall, Dumfries , Schwaab, Baumgartl, Boscagli, Rosario, Ihattaren, Thomas, Bruma 73' ( Madueke), Bergwijn, Gakpo 62' ( Hendrix) RESERVEBANK: Ruiter, Roulaux, Teze, Gutiérrez, Afellay, Doan |  |
| Stadion: Stadion De Koel, Venlo Toeschouwers: 7.059 Arbiter: Makkelie                                                                     |                  |           |              | Kirschbaum, Pachonik, Röseler , Kum, R. Janssen, Linthorst 21' ( S. Janssen), Cattermole, Van Ooijen, Opoku, Darfalou, Sinclair 85' ( Wright) RESERVEBANK: Verbong, D. van Crooij, Schäfer, Dekker, Scheimann, Van Dijck, Neudecker, Soriano, Yeboah, Roemer | Unnerstall, Dumfries , Schwaab, Baumgartl, Boscagli, Rosario, Ihattaren, Thomas, Bruma 73' ( Madueke), Bergwijn, Gakpo 62' ( Hendrix) RESERVEBANK: Ruiter, Roulaux, Teze, Gutiérrez, Afellay, Doan |  |
| Bijz.: Eerste wedstrijd na de winterstop. Eerste wedstrijd Hans de Koning als hoofdtrainer. Competitiedebuut Oussama Darfalou namens VVV. |                  |           |              | | |  |

Speelronde 20:
| zaterdag 25 januari 2020, 19:45                                                  | RKC Waalwijk | 1-2 (1-0) | VVV-Venlo              | Opstelling RKC Waalwijk | Opstelling VVV-Venlo |  |
| Stadion: Mandemakers Stadion, Waalwijk Toeschouwers: 6.103 Arbiter: Van de Graaf | Hansson 15'  |           | 76' Opoku 82' Darfalou | Vaessen, Sporkslede, Mulder, Velkov, Bakari, Leemans 86' ( Maatsen), Reijnders, Van der Venne 36', Sow 90', Bilate 72' ( Vente), Hansson RESERVEBANK: Heemskerk, Grim, Gaari, Meulensteen, Quasten, Nieuwpoort, Van Weert, Rienstra, Tahiri | Kirschbaum, Pachonik, Röseler , Kum, R. Janssen, Cattermole 35' 57' ( Post 72'), Van Ooijen 67' ( Yeboah), S. Janssen 87' ( Van Dijck), Opoku, Darfalou, Sinclair RESERVEBANK: D. van Crooij, Verbong, Schäfer, Dekker, Neudecker, Essanoussi, Wright, Roemer |  |
| Stadion: Mandemakers Stadion, Waalwijk Toeschouwers: 6.103 Arbiter: Van de Graaf |              |           |                        | Vaessen, Sporkslede, Mulder, Velkov, Bakari, Leemans 86' ( Maatsen), Reijnders, Van der Venne 36', Sow 90', Bilate 72' ( Vente), Hansson RESERVEBANK: Heemskerk, Grim, Gaari, Meulensteen, Quasten, Nieuwpoort, Van Weert, Rienstra, Tahiri | Kirschbaum, Pachonik, Röseler , Kum, R. Janssen, Cattermole 35' 57' ( Post 72'), Van Ooijen 67' ( Yeboah), S. Janssen 87' ( Van Dijck), Opoku, Darfalou, Sinclair RESERVEBANK: D. van Crooij, Verbong, Schäfer, Dekker, Neudecker, Essanoussi, Wright, Roemer |  |
| Stadion: Mandemakers Stadion, Waalwijk Toeschouwers: 6.103 Arbiter: Van de Graaf |              |           |                        | Vaessen, Sporkslede, Mulder, Velkov, Bakari, Leemans 86' ( Maatsen), Reijnders, Van der Venne 36', Sow 90', Bilate 72' ( Vente), Hansson RESERVEBANK: Heemskerk, Grim, Gaari, Meulensteen, Quasten, Nieuwpoort, Van Weert, Rienstra, Tahiri | Kirschbaum, Pachonik, Röseler , Kum, R. Janssen, Cattermole 35' 57' ( Post 72'), Van Ooijen 67' ( Yeboah), S. Janssen 87' ( Van Dijck), Opoku, Darfalou, Sinclair RESERVEBANK: D. van Crooij, Verbong, Schäfer, Dekker, Neudecker, Essanoussi, Wright, Roemer |  |
|                                                                                  |              |           |                        | | |  |

Speelronde 21:
| zondag 2 februari 2020, 14:30 | VVV-Venlo           | 1-1 (0-0) | FC Utrecht           | Opstelling VVV-Venlo | Opstelling FC Utrecht |  |
| Stadion: Stadion De Koel, Venlo Toeschouwers: 6.265 Arbiter: Higler | Darfalou 51' (pen.) |           | 81' (pen.) Gustafson | Kirschbaum, Pachonik, Röseler, Kum, R. Janssen, Post , Bruns 74' ( S. Janssen), Van Ooijen 81' ( Opoku), Wright, Darfalou, Sinclair 90' RESERVEBANK: D. van Crooij, Verbong, Schäfer, Dekker, Van Dijck, Neudecker, Essanoussi, Cattermole, Yeboah, Roemer | Zoet, Klaiber, Van der Maarel 60' ( Maher), Hoogma, Guwara, Gustafson , Van de Streek, Emanuelson, Černý 60' ( Ramselaar), Abass 60' ( Bahebeck), Peterson RESERVEBANK: De Keijzer, Houweling, St. Jago, Çulhacı, Arweiler |  |
| Stadion: Stadion De Koel, Venlo Toeschouwers: 6.265 Arbiter: Higler |                     |           |                      | Kirschbaum, Pachonik, Röseler, Kum, R. Janssen, Post , Bruns 74' ( S. Janssen), Van Ooijen 81' ( Opoku), Wright, Darfalou, Sinclair 90' RESERVEBANK: D. van Crooij, Verbong, Schäfer, Dekker, Van Dijck, Neudecker, Essanoussi, Cattermole, Yeboah, Roemer | Zoet, Klaiber, Van der Maarel 60' ( Maher), Hoogma, Guwara, Gustafson , Van de Streek, Emanuelson, Černý 60' ( Ramselaar), Abass 60' ( Bahebeck), Peterson RESERVEBANK: De Keijzer, Houweling, St. Jago, Çulhacı, Arweiler |  |
| Stadion: Stadion De Koel, Venlo Toeschouwers: 6.265 Arbiter: Higler |                     |           |                      | Kirschbaum, Pachonik, Röseler, Kum, R. Janssen, Post , Bruns 74' ( S. Janssen), Van Ooijen 81' ( Opoku), Wright, Darfalou, Sinclair 90' RESERVEBANK: D. van Crooij, Verbong, Schäfer, Dekker, Van Dijck, Neudecker, Essanoussi, Cattermole, Yeboah, Roemer | Zoet, Klaiber, Van der Maarel 60' ( Maher), Hoogma, Guwara, Gustafson , Van de Streek, Emanuelson, Černý 60' ( Ramselaar), Abass 60' ( Bahebeck), Peterson RESERVEBANK: De Keijzer, Houweling, St. Jago, Çulhacı, Arweiler |  |
| Bijz.: In de 78e minuut kreeg FC Utrecht een penalty na een handsbal van Christian Kum, na ingrijpen van Edgar Bijl (VAR). De penalty van Gustafson werd aanvankelijk gestopt door Thorsten Kirschbaum, doch op aanwijzing van videoscheidsrechter Bijl mocht de penalty worden overgenomen vanwege te vroeg inlopen van Christian Kum. Competitiedebuut Thomas Bruns namens VVV. Trainer De Koning ziek, vervangen door Jay Driessen. |                     |           |                      | | |  |

Speelronde 22:
| zaterdag 8 februari 2020, 19:45 | sc Heerenveen | 1-1 (0-0) | VVV-Venlo        | Opstelling sc Heerenveen | Opstelling VVV-Venlo |  |
| Stadion: Abe Lenstra Stadion, Heerenveen Toeschouwers: 16.400 Arbiter: Martens                                                                                  | Floranus 69'  |           | 57' (pen.) Opoku | Bednarek, Van Rhijn, Drešević, Botman, Floranus 85', Faik , Veerman, Kongolo 64' ( Hajal), Van Bergen, Odgaard 64' ( Espejord), Ejuke RESERVEBANK: Doornbusch, Woudenberg, Đoàn, Halilović, Bruijn, Akujobi, Van der Heide | Kirschbaum, Pachonik, Röseler, Kum, R. Janssen, Post , Bruns 75' ( S. Janssen), Van Ooijen 21', Opoku 90' ( Wright), Darfalou 52', Sinclair 46' ( Yeboah) RESERVEBANK: D. van Crooij, Verbong, Schäfer, Dekker, Gelmi, Van Dijck, Neudecker, Linthorst, Cattermole |  |
| Stadion: Abe Lenstra Stadion, Heerenveen Toeschouwers: 16.400 Arbiter: Martens                                                                                  |               |           |                  | Bednarek, Van Rhijn, Drešević, Botman, Floranus 85', Faik , Veerman, Kongolo 64' ( Hajal), Van Bergen, Odgaard 64' ( Espejord), Ejuke RESERVEBANK: Doornbusch, Woudenberg, Đoàn, Halilović, Bruijn, Akujobi, Van der Heide | Kirschbaum, Pachonik, Röseler, Kum, R. Janssen, Post , Bruns 75' ( S. Janssen), Van Ooijen 21', Opoku 90' ( Wright), Darfalou 52', Sinclair 46' ( Yeboah) RESERVEBANK: D. van Crooij, Verbong, Schäfer, Dekker, Gelmi, Van Dijck, Neudecker, Linthorst, Cattermole |  |
| Stadion: Abe Lenstra Stadion, Heerenveen Toeschouwers: 16.400 Arbiter: Martens                                                                                  |               |           |                  | Bednarek, Van Rhijn, Drešević, Botman, Floranus 85', Faik , Veerman, Kongolo 64' ( Hajal), Van Bergen, Odgaard 64' ( Espejord), Ejuke RESERVEBANK: Doornbusch, Woudenberg, Đoàn, Halilović, Bruijn, Akujobi, Van der Heide | Kirschbaum, Pachonik, Röseler, Kum, R. Janssen, Post , Bruns 75' ( S. Janssen), Van Ooijen 21', Opoku 90' ( Wright), Darfalou 52', Sinclair 46' ( Yeboah) RESERVEBANK: D. van Crooij, Verbong, Schäfer, Dekker, Gelmi, Van Dijck, Neudecker, Linthorst, Cattermole |  |
| Bijz.: 150e competitiewedstrijd Nils Röseler namens VVV, 100e competitiewedstrijd Roel Janssen namens VVV. Trainer De Koning ziek, vervangen door Jay Driessen. |               |           |                  | | |  |

Speelronde 23:
| vrijdag 14 februari 2020, 20:00 | VVV-Venlo | 1-0 (1-0) | Heracles Almelo | Opstelling VVV-Venlo | Opstelling Heracles Almelo |  |
| Stadion: Stadion De Koel, Venlo Toeschouwers: 6.594 Arbiter: Oostrom | Post 21'  |           |                 | Kirschbaum, Pachonik, Röseler, Kum, R. Janssen 90', Post , Van Ooijen 78' ( S. Janssen), Bruns, Opoku 90' ( Gelmi), Darfalou, Yeboah 86' ( Sinclair) RESERVEBANK: D. van Crooij, Verbong, Schäfer, Dekker, Van Dijck, Neudecker, Linthorst, Cattermole, Wright | Blaswich, Breukers 76', Pröpper 5' 90' ( Szőke), Knoester, Hardeveld, Kiomourtzoglou, Mauro Júnior, Osman, Van der Water 62' ( Cijntje 90'), Dessers, Burgzorg 62' ( Bijleveld) RESERVEBANK: Brouwer, Van den Buijs, Rossmann, Schoofs, Jakubiak, Dos Santos |  |
| Stadion: Stadion De Koel, Venlo Toeschouwers: 6.594 Arbiter: Oostrom |           |           |                 | Kirschbaum, Pachonik, Röseler, Kum, R. Janssen 90', Post , Van Ooijen 78' ( S. Janssen), Bruns, Opoku 90' ( Gelmi), Darfalou, Yeboah 86' ( Sinclair) RESERVEBANK: D. van Crooij, Verbong, Schäfer, Dekker, Van Dijck, Neudecker, Linthorst, Cattermole, Wright | Blaswich, Breukers 76', Pröpper 5' 90' ( Szőke), Knoester, Hardeveld, Kiomourtzoglou, Mauro Júnior, Osman, Van der Water 62' ( Cijntje 90'), Dessers, Burgzorg 62' ( Bijleveld) RESERVEBANK: Brouwer, Van den Buijs, Rossmann, Schoofs, Jakubiak, Dos Santos |  |
| Stadion: Stadion De Koel, Venlo Toeschouwers: 6.594 Arbiter: Oostrom |           |           |                 | Kirschbaum, Pachonik, Röseler, Kum, R. Janssen 90', Post , Van Ooijen 78' ( S. Janssen), Bruns, Opoku 90' ( Gelmi), Darfalou, Yeboah 86' ( Sinclair) RESERVEBANK: D. van Crooij, Verbong, Schäfer, Dekker, Van Dijck, Neudecker, Linthorst, Cattermole, Wright | Blaswich, Breukers 76', Pröpper 5' 90' ( Szőke), Knoester, Hardeveld, Kiomourtzoglou, Mauro Júnior, Osman, Van der Water 62' ( Cijntje 90'), Dessers, Burgzorg 62' ( Bijleveld) RESERVEBANK: Brouwer, Van den Buijs, Rossmann, Schoofs, Jakubiak, Dos Santos |  |
| Bijz.: Oorspronkelijke datum: zaterdag 15 februari 2020, 18:30. Verplaatst in verband met door de KNVB vastgestelde bekerwedstrijden. In de 81e minuut kreeg VVV een penalty na een vermeende overtreding van Robin Pröpper op John Yeboah. Na ingrijpen van de videoscheidsrechter (VAR) werd de penalty geannuleerd door scheidsrechter Ingmar Oostrom. Competitiedebuut Roy Gelmi namens VVV. |           |           |                 | | |  |

Speelronde 24:
| zaterdag 22 februari 2020, 20:45                                                           | FC Groningen | 0-1 (0-0) | VVV-Venlo    | Opstelling FC Groningen | Opstelling VVV-Venlo |  |
| Stadion: Hitachi Capital Mobility Stadion, Groningen Toeschouwers: 16.374 Arbiter: Kuipers |              |           | 87' Darfalou | Padt, Zeefuik, Itakura, Memišević , Van Hintum, Matusiwa 88' ( Suslov), Lundqvist, El Messaoudi 73', Asoro, Redan 73' ( El Hankouri 89'), D. van Kaam 73' ( Postema) RESERVEBANK: Hoekstra, Van Duin, Can, Sopacua, Poll, Schreck, Strunck, J. van Kaam, Slor | Kirschbaum, Pachonik, Röseler, Gelmi, Kum, Post , Bruns 90' ( Van Dijck), Opoku, Yeboah, Darfalou, Wright RESERVEBANK: D. van Crooij, Verbong, Schäfer, Dekker, Neudecker, Linthorst, S. Janssen, Sinclair, Roemer |  |
| Stadion: Hitachi Capital Mobility Stadion, Groningen Toeschouwers: 16.374 Arbiter: Kuipers |              |           |              | Padt, Zeefuik, Itakura, Memišević , Van Hintum, Matusiwa 88' ( Suslov), Lundqvist, El Messaoudi 73', Asoro, Redan 73' ( El Hankouri 89'), D. van Kaam 73' ( Postema) RESERVEBANK: Hoekstra, Van Duin, Can, Sopacua, Poll, Schreck, Strunck, J. van Kaam, Slor | Kirschbaum, Pachonik, Röseler, Gelmi, Kum, Post , Bruns 90' ( Van Dijck), Opoku, Yeboah, Darfalou, Wright RESERVEBANK: D. van Crooij, Verbong, Schäfer, Dekker, Neudecker, Linthorst, S. Janssen, Sinclair, Roemer |  |
| Stadion: Hitachi Capital Mobility Stadion, Groningen Toeschouwers: 16.374 Arbiter: Kuipers |              |           |              | Padt, Zeefuik, Itakura, Memišević , Van Hintum, Matusiwa 88' ( Suslov), Lundqvist, El Messaoudi 73', Asoro, Redan 73' ( El Hankouri 89'), D. van Kaam 73' ( Postema) RESERVEBANK: Hoekstra, Van Duin, Can, Sopacua, Poll, Schreck, Strunck, J. van Kaam, Slor | Kirschbaum, Pachonik, Röseler, Gelmi, Kum, Post , Bruns 90' ( Van Dijck), Opoku, Yeboah, Darfalou, Wright RESERVEBANK: D. van Crooij, Verbong, Schäfer, Dekker, Neudecker, Linthorst, S. Janssen, Sinclair, Roemer |  |
| Bijz.: Roel Janssen geschorst vanwege 5e gele kaart.                                       |              |           |              | | |  |

Speelronde 25:
| zaterdag 29 februari 2020, 19:45                                      | VVV-Venlo | 0-0 (0-0) | Fortuna Sittard | Opstelling VVV-Venlo | Opstelling Fortuna Sittard |  |
| Stadion: Stadion De Koel, Venlo Toeschouwers: 7.115 Arbiter: Makkelie |           |           |                 | Kirschbaum, Pachonik, Röseler, Kum, R. Janssen 40', Post 16', Neudecker 82' ( Linthorst), Bruns, Opoku, Darfalou, Yeboah 77' ( Sinclair) RESERVEBANK: D. van Crooij, Verbong, Schäfer, Dekker, Gelmi, Van Dijck, S. Janssen, Cattermole, Wright | Koșelev, Rota, Niňaj, Dammers 27', Cox, Smeets, Tekie 64' ( Carbonell), Diemers, Passlack 85', Damașcan 64' 72' ( Karjalainen), Ciss 88' ( Frederiksen) RESERVEBANK: Koot, Jug, Angha, Amiot, Essers, Fernandes, Donkor |  |
| Stadion: Stadion De Koel, Venlo Toeschouwers: 7.115 Arbiter: Makkelie |           |           |                 | Kirschbaum, Pachonik, Röseler, Kum, R. Janssen 40', Post 16', Neudecker 82' ( Linthorst), Bruns, Opoku, Darfalou, Yeboah 77' ( Sinclair) RESERVEBANK: D. van Crooij, Verbong, Schäfer, Dekker, Gelmi, Van Dijck, S. Janssen, Cattermole, Wright | Koșelev, Rota, Niňaj, Dammers 27', Cox, Smeets, Tekie 64' ( Carbonell), Diemers, Passlack 85', Damașcan 64' 72' ( Karjalainen), Ciss 88' ( Frederiksen) RESERVEBANK: Koot, Jug, Angha, Amiot, Essers, Fernandes, Donkor |  |
| Stadion: Stadion De Koel, Venlo Toeschouwers: 7.115 Arbiter: Makkelie |           |           |                 | Kirschbaum, Pachonik, Röseler, Kum, R. Janssen 40', Post 16', Neudecker 82' ( Linthorst), Bruns, Opoku, Darfalou, Yeboah 77' ( Sinclair) RESERVEBANK: D. van Crooij, Verbong, Schäfer, Dekker, Gelmi, Van Dijck, S. Janssen, Cattermole, Wright | Koșelev, Rota, Niňaj, Dammers 27', Cox, Smeets, Tekie 64' ( Carbonell), Diemers, Passlack 85', Damașcan 64' 72' ( Karjalainen), Ciss 88' ( Frederiksen) RESERVEBANK: Koot, Jug, Angha, Amiot, Essers, Fernandes, Donkor |  |
|                                                                       |           |           |                 | | |  |

Speelronde 26:
| zaterdag 7 maart 2020, 19:45                                                                             | FC Emmen                          | 3-0 (0-0) | VVV-Venlo | Opstelling FC Emmen | Opstelling VVV-Venlo |  |
| Stadion: De Oude Meerdijk, Emmen Toeschouwers: 8.100 Arbiter: Mulder                                     | Laursen 49' Kolar 56' Laursen 74' |           |           | Telgenkamp, Bijl, Araujo, Heylen, Burnet 85' ( Veendorp), Ben Moussa, Peña, Chacón, Laursen 83' ( Jansen), De Leeuw 22' ( Adžić), Kolar RESERVEBANK: Dahlberg, Van der Lei, Görgülü, Hiariej, Ugrinic, De Vos, Arias | Kirschbaum, Pachonik, Röseler 26', Kum 60' ( Gelmi), R. Janssen 73' ( Sinclair), Post , Opoku, Bruns, Yeboah, Darfalou, Wright 77' ( S. Janssen) RESERVEBANK: D. van Crooij, Verbong, Dekker, Van Dijck, Van Ooijen, Neudecker, Linthorst, Cattermole |  |
| Stadion: De Oude Meerdijk, Emmen Toeschouwers: 8.100 Arbiter: Mulder                                     |                                   |           |           | Telgenkamp, Bijl, Araujo, Heylen, Burnet 85' ( Veendorp), Ben Moussa, Peña, Chacón, Laursen 83' ( Jansen), De Leeuw 22' ( Adžić), Kolar RESERVEBANK: Dahlberg, Van der Lei, Görgülü, Hiariej, Ugrinic, De Vos, Arias | Kirschbaum, Pachonik, Röseler 26', Kum 60' ( Gelmi), R. Janssen 73' ( Sinclair), Post , Opoku, Bruns, Yeboah, Darfalou, Wright 77' ( S. Janssen) RESERVEBANK: D. van Crooij, Verbong, Dekker, Van Dijck, Van Ooijen, Neudecker, Linthorst, Cattermole |  |
| Stadion: De Oude Meerdijk, Emmen Toeschouwers: 8.100 Arbiter: Mulder                                     |                                   |           |           | Telgenkamp, Bijl, Araujo, Heylen, Burnet 85' ( Veendorp), Ben Moussa, Peña, Chacón, Laursen 83' ( Jansen), De Leeuw 22' ( Adžić), Kolar RESERVEBANK: Dahlberg, Van der Lei, Görgülü, Hiariej, Ugrinic, De Vos, Arias | Kirschbaum, Pachonik, Röseler 26', Kum 60' ( Gelmi), R. Janssen 73' ( Sinclair), Post , Opoku, Bruns, Yeboah, Darfalou, Wright 77' ( S. Janssen) RESERVEBANK: D. van Crooij, Verbong, Dekker, Van Dijck, Van Ooijen, Neudecker, Linthorst, Cattermole |  |
| Bijz.: Oorspronkelijk tijdstip: 18:30. Verplaatst in verband met de Europese wedstrijden van Ajax en AZ. |                                   |           |           | | |  |

#### Niet meer gespeeld: afgelast
Vanwege coronavirus-pandemie zijn alle competitiewedstrijden vanaf speelronde 27 afgelast en is de competitie vervolgens beëindigd.
Speelronde 27:
| zondag 15 maart 2020, 16:45                                                                              | VVV-Venlo |  | AZ | Opstelling VVV-Venlo | Opstelling AZ |
| Stadion: Stadion De Koel, Venlo                                                                          |           |  |    |                      |               |
| |           |  |    |                      |               |
| |           |  |    |                      |               |
| Bijz.: Oorspronkelijk tijdstip: 14:30. Verplaatst in verband met de Europese wedstrijden van Ajax en AZ. |           |  |    |                      |               |

Speelronde 28:
| zaterdag 21 maart 2020, 19:45     | PEC Zwolle |  | VVV-Venlo | Opstelling PEC Zwolle | Opstelling VVV-Venlo |
| Stadion: MAC³PARK stadion, Zwolle |            |  |           |                       |                      |
|                                   |            |  |           |                       |                      |
|                                   |            |  |           |                       |                      |
|                                   |            |  |           |                       |                      |

Speelronde 29:
| zaterdag 4 april 2020, 19:45 | VVV-Venlo |  | Willem II | Opstelling VVV-Venlo | Opstelling Willem II |
| Stadion: Stadion De Koel, Venlo |           |  |           |                      |                      |
| |           |  |           |                      |                      |
| |           |  |           |                      |                      |
| Bijz.: Oorspronkelijk tijdstip: 18:30. Verplaatst in verband met de Europese wedstrijden van Ajax en AZ. Vervolgens gepland om 19:45. |           |  |           |                      |                      |

Speelronde 30:
| zaterdag 11 april 2020, 19:45          | Feyenoord |  | VVV-Venlo | Opstelling Feyenoord | Opstelling VVV-Venlo |
| Stadion: Stadion Feijenoord, Rotterdam |           |  |           |                      |                      |
|                                        |           |  |           |                      |                      |
|                                        |           |  |           |                      |                      |
|                                        |           |  |           |                      |                      |

Speelronde 31:
| donderdag 23 april 2020, 18:30      | FC Twente |  | VVV-Venlo | Opstelling FC Twente | Opstelling VVV-Venlo |
| Stadion: De Grolsch Veste, Enschede |           |  |           |                      |                      |
|                                     |           |  |           |                      |                      |
|                                     |           |  |           |                      |                      |
|                                     |           |  |           |                      |                      |

Speelronde 32:
| zondag 26 april 2020, 14:30     | VVV-Venlo |  | ADO Den Haag | Opstelling VVV-Venlo | Opstelling ADO Den Haag |
| Stadion: Stadion De Koel, Venlo |           |  |              |                      |                         |
|                                 |           |  |              |                      |                         |
|                                 |           |  |              |                      |                         |
|                                 |           |  |              |                      |                         |

Speelronde 33:
| zondag 3 mei 2020, 14:30                | AFC Ajax |  | VVV-Venlo | Opstelling AFC Ajax | Opstelling VVV-Venlo |
| Stadion: Johan Cruijff ArenA, Amsterdam |          |  |           |                     |                      |
|                                         |          |  |           |                     |                      |
|                                         |          |  |           |                     |                      |
|                                         |          |  |           |                     |                      |

Speelronde 34:
| zondag 10 mei 2020, 14:30       | VVV-Venlo |  | Sparta Rotterdam | Opstelling VVV-Venlo | Opstelling Sparta Rotterdam |
| Stadion: Stadion De Koel, Venlo |           |  |                  |                      |                             |
|                                 |           |  |                  |                      |                             |
|                                 |           |  |                  |                      |                             |
|                                 |           |  |                  |                      |                             |

### KNVB beker
Eerste ronde:
| woensdag 30 oktober 2019, 19:45 | RKSV Groene Ster                                              | 2-2 (0-0) | VVV-Venlo                                                     | Opstelling RKSV Groene Ster | Opstelling VVV-Venlo |  |
| Stadion: Sportpark "Pronsebroek", Heerlerheide Toeschouwers: 2.500 Arbiter: Hensgens | Vluggen 62' (pen.) Van Kesteren 84' Stassar Unal Ritzen Knops |           | 57' (pen.) Opoku 90' Wright Opoku Van Ooijen Neudecker Wright | Quaden, Stassar, Knops 57', Ritzen, Zwartjes, Janssen, De Wit 63' ( Unal), Van Kesteren 90' ( Kourouma), Velraeds, Vluggen 87' ( De Jongh 120'), Eind RESERVEBANK: Van de Walle, Van Wersch, Akachar, Cepni, Golzarian | D. van Crooij, Pachonik, Röseler, Schäfer, Scheimann 89' ( Van Ooijen), Post , Linthorst 89' ( Wright), Neudecker 67', Opoku, Soriano, Sinclair RESERVEBANK: Kirschbaum, Craenmehr, Kum, Dekker, Van Bruggen, Cattermole |  |
| Stadion: Sportpark "Pronsebroek", Heerlerheide Toeschouwers: 2.500 Arbiter: Hensgens |                                                               |           |                                                               | Quaden, Stassar, Knops 57', Ritzen, Zwartjes, Janssen, De Wit 63' ( Unal), Van Kesteren 90' ( Kourouma), Velraeds, Vluggen 87' ( De Jongh 120'), Eind RESERVEBANK: Van de Walle, Van Wersch, Akachar, Cepni, Golzarian | D. van Crooij, Pachonik, Röseler, Schäfer, Scheimann 89' ( Van Ooijen), Post , Linthorst 89' ( Wright), Neudecker 67', Opoku, Soriano, Sinclair RESERVEBANK: Kirschbaum, Craenmehr, Kum, Dekker, Van Bruggen, Cattermole |  |
| Stadion: Sportpark "Pronsebroek", Heerlerheide Toeschouwers: 2.500 Arbiter: Hensgens |                                                               |           |                                                               | Quaden, Stassar, Knops 57', Ritzen, Zwartjes, Janssen, De Wit 63' ( Unal), Van Kesteren 90' ( Kourouma), Velraeds, Vluggen 87' ( De Jongh 120'), Eind RESERVEBANK: Van de Walle, Van Wersch, Akachar, Cepni, Golzarian | D. van Crooij, Pachonik, Röseler, Schäfer, Scheimann 89' ( Van Ooijen), Post , Linthorst 89' ( Wright), Neudecker 67', Opoku, Soriano, Sinclair RESERVEBANK: Kirschbaum, Craenmehr, Kum, Dekker, Van Bruggen, Cattermole |  |
| Bijz.: 2-2 na verlenging, 4-2 na penalty's. VVV uitgeschakeld. Op 31 augustus 2019 vond loting plaats met als tegenstander de winnaar van het duel uit de 2e kwalificatieronde (woensdag 25 september 2019, 20:00): RKSV Groene Ster tegen VV Kloetinge (2-0). |                                                               |           |                                                               | | |  |

## Oefenwedstrijden

### Voorbereiding
| dinsdag 25 juni 2019, 19:30                                                 | MVC '19 | 0-7 (0-3) | VVV-Venlo                                                                                       | Opstelling MVC '19 | Opstelling VVV-Venlo |
| Stadion: Sportpark "De 3-Sprong", Maasbree Toeschouwers: 850 Arbiter: Huijs |         |           | 5' Dekker 20' Neudecker 25' Van Ooijen 49' Soriano 67' Soriano 79' (pen.) Linthorst 85' Soriano |                    | Kirschbaum 46' ( D. van Crooij), Dekker 46' ( Van Dijck), Röseler 46' ( Van Bruggen), Kum 46' ( Schäfer), R. Janssen 46' ( Scheimann), Van Ooijen 46' ( S. Janssen), Post 46' ( Linthorst ), Neudecker 46' ( Sušić 80' ( J. Munsters)), Roemer 46' ( Wienhoven), Opoku 46' ( Soriano), Bastiaans 46' ( Kokkinis) RESERVEBANK: Verbong |
| Stadion: Sportpark "De 3-Sprong", Maasbree Toeschouwers: 850 Arbiter: Huijs |         |           |                                                                                                 |                    | Kirschbaum 46' ( D. van Crooij), Dekker 46' ( Van Dijck), Röseler 46' ( Van Bruggen), Kum 46' ( Schäfer), R. Janssen 46' ( Scheimann), Van Ooijen 46' ( S. Janssen), Post 46' ( Linthorst ), Neudecker 46' ( Sušić 80' ( J. Munsters)), Roemer 46' ( Wienhoven), Opoku 46' ( Soriano), Bastiaans 46' ( Kokkinis) RESERVEBANK: Verbong |
| Stadion: Sportpark "De 3-Sprong", Maasbree Toeschouwers: 850 Arbiter: Huijs |         |           |                                                                                                 |                    | Kirschbaum 46' ( D. van Crooij), Dekker 46' ( Van Dijck), Röseler 46' ( Van Bruggen), Kum 46' ( Schäfer), R. Janssen 46' ( Scheimann), Van Ooijen 46' ( S. Janssen), Post 46' ( Linthorst ), Neudecker 46' ( Sušić 80' ( J. Munsters)), Roemer 46' ( Wienhoven), Opoku 46' ( Soriano), Bastiaans 46' ( Kokkinis) RESERVEBANK: Verbong |
|                                                                             |         |           |                                                                                                 |                    | |

| zaterdag 29 juni 2019, 19:00                                                   | SHH                         | 2-15 (1-4) | VVV-Venlo | Opstelling SHH | Opstelling VVV-Venlo |
| Stadion: Sportpark "De Wolfsberg", Herten Toeschouwers: 500 Arbiter: Ploegstra | S. Schroots 30' Francot 46' |            | 3' S. Janssen 26' Sušić 29' Van Dijck 38' Sušić 49' Linthorst 52' Van Ooijen 66' Soriano 67' Neudecker 72' Neudecker 73' Soriano 77' Neudecker 82' Soriano 84' Neudecker 86' Soriano 90' Soriano |                | D. van Crooij 46' ( Verbong), Van Dijck 46' ( Dekker), Van Bruggen 46' ( Röseler), Kum 46' ( Schäfer), R. Janssen 46' ( Scheimann), J. Munsters 46' ( Post), S. Janssen 46' ( Linthorst), Sušić 46' ( Van Ooijen ), Roemer 46' ( Wienhoven 80' ( Kokkinis)), Opoku 46' ( Soriano), Bastiaans 46' ( Neudecker) RESERVEBANK: Kirschbaum |
| Stadion: Sportpark "De Wolfsberg", Herten Toeschouwers: 500 Arbiter: Ploegstra |                             |            | |                | D. van Crooij 46' ( Verbong), Van Dijck 46' ( Dekker), Van Bruggen 46' ( Röseler), Kum 46' ( Schäfer), R. Janssen 46' ( Scheimann), J. Munsters 46' ( Post), S. Janssen 46' ( Linthorst), Sušić 46' ( Van Ooijen ), Roemer 46' ( Wienhoven 80' ( Kokkinis)), Opoku 46' ( Soriano), Bastiaans 46' ( Neudecker) RESERVEBANK: Kirschbaum |
| Stadion: Sportpark "De Wolfsberg", Herten Toeschouwers: 500 Arbiter: Ploegstra |                             |            | |                | D. van Crooij 46' ( Verbong), Van Dijck 46' ( Dekker), Van Bruggen 46' ( Röseler), Kum 46' ( Schäfer), R. Janssen 46' ( Scheimann), J. Munsters 46' ( Post), S. Janssen 46' ( Linthorst), Sušić 46' ( Van Ooijen ), Roemer 46' ( Wienhoven 80' ( Kokkinis)), Opoku 46' ( Soriano), Bastiaans 46' ( Neudecker) RESERVEBANK: Kirschbaum |
| Bijz.: Oorspronkelijk tijdstip: 16:00. Verplaatsing vanwege hitte.             |                             |            | |                | |

| dinsdag 2 juli 2019, 19:30                                                     | Venlosche Boys   | 1-5 (1-2) | VVV-Venlo                                                        | Opstelling Venlosche Boys | Opstelling VVV-Venlo |
| Stadion: Sportpark "Alde Wielerbaan", Venlo Toeschouwers: 600 Arbiter: Vermeer | Boots (pen.) 36' |           | 4' Neudecker 22' Soriano 51' Kokkinis 87' Opoku 89' (pen.) Opoku |                           | Kirschbaum 46' ( D. van Crooij), Dekker 46' ( Van Dijck), Van Bruggen 46' ( Röseler), Schäfer 46' ( Kum), R. Janssen 46' ( Scheimann), Post 46' ( J. Munsters), Van Ooijen 46' ( S. Janssen), Neudecker 46' ( Linthorst), Sinclair 46' ( Roemer 75' ( Bastiaans)), Soriano 46' ( Opoku ), Wienhoven 46' ( Kokkinis) RESERVEBANK: Verbong |
| Stadion: Sportpark "Alde Wielerbaan", Venlo Toeschouwers: 600 Arbiter: Vermeer |                  |           |                                                                  |                           | Kirschbaum 46' ( D. van Crooij), Dekker 46' ( Van Dijck), Van Bruggen 46' ( Röseler), Schäfer 46' ( Kum), R. Janssen 46' ( Scheimann), Post 46' ( J. Munsters), Van Ooijen 46' ( S. Janssen), Neudecker 46' ( Linthorst), Sinclair 46' ( Roemer 75' ( Bastiaans)), Soriano 46' ( Opoku ), Wienhoven 46' ( Kokkinis) RESERVEBANK: Verbong |
| Stadion: Sportpark "Alde Wielerbaan", Venlo Toeschouwers: 600 Arbiter: Vermeer |                  |           |                                                                  |                           | Kirschbaum 46' ( D. van Crooij), Dekker 46' ( Van Dijck), Van Bruggen 46' ( Röseler), Schäfer 46' ( Kum), R. Janssen 46' ( Scheimann), Post 46' ( J. Munsters), Van Ooijen 46' ( S. Janssen), Neudecker 46' ( Linthorst), Sinclair 46' ( Roemer 75' ( Bastiaans)), Soriano 46' ( Opoku ), Wienhoven 46' ( Kokkinis) RESERVEBANK: Verbong |
|                                                                                |                  |           |                                                                  |                           | |

| vrijdag 5 juli 2019, 18:30                                                                                           | VVV-Venlo                              | 3-3 (1-0) | Sint-Truidense VV                         | Opstelling VVV-Venlo | Opstelling Sint-Truidense VV |  |
| Stadion: Sportpark "Ter Horst", Horst Toeschouwers: 400                                                              | Linthorst 6' Soriano 59' Wienhoven 70' |           | 49' Acolatse 55' Botaka 73' (pen.) Botaka | Kirschbaum, Dekker 60' ( Van Dijck), Röseler 60' ( Van Bruggen), Schäfer 60' ( Kum ), Scheimann 60' ( J. Munsters), Post 60' ( Wienhoven), Linthorst 60' ( S. Janssen), Neudecker 60' ( Bastiaans), Sinclair 46' ( R. Janssen), Soriano 60' ( Opoku), Van Ooijen 60' ( Roemer) RESERVEBANK: D. van Crooij, Verbong, Kokkinis | Steppe, Sankhon, Teixeira, Mmaee, Endo 46' ( Nitcheu), Botaka , Asamoah, Van Dessel 67' ( Massoudi), Ceballos, De Bruyn, Acolatse |  |
| Stadion: Sportpark "Ter Horst", Horst Toeschouwers: 400                                                              |                                        |           |                                           | Kirschbaum, Dekker 60' ( Van Dijck), Röseler 60' ( Van Bruggen), Schäfer 60' ( Kum ), Scheimann 60' ( J. Munsters), Post 60' ( Wienhoven), Linthorst 60' ( S. Janssen), Neudecker 60' ( Bastiaans), Sinclair 46' ( R. Janssen), Soriano 60' ( Opoku), Van Ooijen 60' ( Roemer) RESERVEBANK: D. van Crooij, Verbong, Kokkinis | Steppe, Sankhon, Teixeira, Mmaee, Endo 46' ( Nitcheu), Botaka , Asamoah, Van Dessel 67' ( Massoudi), Ceballos, De Bruyn, Acolatse |  |
| Stadion: Sportpark "Ter Horst", Horst Toeschouwers: 400                                                              |                                        |           |                                           | Kirschbaum, Dekker 60' ( Van Dijck), Röseler 60' ( Van Bruggen), Schäfer 60' ( Kum ), Scheimann 60' ( J. Munsters), Post 60' ( Wienhoven), Linthorst 60' ( S. Janssen), Neudecker 60' ( Bastiaans), Sinclair 46' ( R. Janssen), Soriano 60' ( Opoku), Van Ooijen 60' ( Roemer) RESERVEBANK: D. van Crooij, Verbong, Kokkinis | Steppe, Sankhon, Teixeira, Mmaee, Endo 46' ( Nitcheu), Botaka , Asamoah, Van Dessel 67' ( Massoudi), Ceballos, De Bruyn, Acolatse |  |
| Bijz.: Daags na deze oefenwedstrijd komt STVV-invaller Mo Nitcheu om het leven bij een verkeersongeval in Kortessem. |                                        |           |                                           | | |  |

| zaterdag 13 juli 2019, 15:30                                                                              | VfL Wolfsburg                | 2-2 (0-1) | VVV-Venlo             | Opstelling VfL Wolfsburg | Opstelling VVV-Venlo |  |
| Stadion: GWG-Stadion im Sportpark Flutmulde, Gifhorn Toeschouwers: 1.500 Arbiter: Schröder                | Klaus (pen.) 51' William 54' |           | 39' Soriano 76' Opoku | Pervan 46' ( Menzel), Mbabu 34' 46' ( William), Knoche 46' ( Siersleben), Brooks 46' ( Arnold ), Uduokhai 46' ( Gerhardt), Schlager 46' ( Rexhbeçaj), Mallı 46' ( Steffen), Rousillon 46' ( Yeboah), Mehmedi 46' ( Azzaoui), Weghorst 42' 46' ( Klaus), Victor 46' ( Brekalo) RESERVEBANK: Ntep | Kirschbaum, Dekker 60' ( Pachonik), Röseler, Kum 60' ( Schäfer), R. Janssen 17' 60' ( Scheimann), Post , Linthorst, Neudecker 83' ( S. Janssen), Sinclair 46' ( Opoku), Soriano 60' ( Wienhoven), Van Ooijen RESERVEBANK: D. van Crooij, Van Bruggen, Van Dijck |  |
| Stadion: GWG-Stadion im Sportpark Flutmulde, Gifhorn Toeschouwers: 1.500 Arbiter: Schröder                |                              |           |                       | Pervan 46' ( Menzel), Mbabu 34' 46' ( William), Knoche 46' ( Siersleben), Brooks 46' ( Arnold ), Uduokhai 46' ( Gerhardt), Schlager 46' ( Rexhbeçaj), Mallı 46' ( Steffen), Rousillon 46' ( Yeboah), Mehmedi 46' ( Azzaoui), Weghorst 42' 46' ( Klaus), Victor 46' ( Brekalo) RESERVEBANK: Ntep | Kirschbaum, Dekker 60' ( Pachonik), Röseler, Kum 60' ( Schäfer), R. Janssen 17' 60' ( Scheimann), Post , Linthorst, Neudecker 83' ( S. Janssen), Sinclair 46' ( Opoku), Soriano 60' ( Wienhoven), Van Ooijen RESERVEBANK: D. van Crooij, Van Bruggen, Van Dijck |  |
| Stadion: GWG-Stadion im Sportpark Flutmulde, Gifhorn Toeschouwers: 1.500 Arbiter: Schröder                |                              |           |                       | Pervan 46' ( Menzel), Mbabu 34' 46' ( William), Knoche 46' ( Siersleben), Brooks 46' ( Arnold ), Uduokhai 46' ( Gerhardt), Schlager 46' ( Rexhbeçaj), Mallı 46' ( Steffen), Rousillon 46' ( Yeboah), Mehmedi 46' ( Azzaoui), Weghorst 42' 46' ( Klaus), Victor 46' ( Brekalo) RESERVEBANK: Ntep | Kirschbaum, Dekker 60' ( Pachonik), Röseler, Kum 60' ( Schäfer), R. Janssen 17' 60' ( Scheimann), Post , Linthorst, Neudecker 83' ( S. Janssen), Sinclair 46' ( Opoku), Soriano 60' ( Wienhoven), Van Ooijen RESERVEBANK: D. van Crooij, Van Bruggen, Van Dijck |  |
| Bijz.: Later ingepland. Oorspronkelijk geplande tegenstander op vrijdag 12 juli 2019 in Horst: Beerschot. |                              |           |                       | | |  |

| dinsdag 16 juli 2019, 19:00                                                    | SV Straelen | 1-2 (0-1) | VVV-Venlo                | Opstelling SV Straelen | Opstelling VVV-Venlo |  |
| Stadion: Stadion an der Römerstraße, Straelen Toeschouwers: 720 Arbiter: Aarts | Mizuta 83'  |           | 32' S. Janssen 65' Opoku | Szczepankiewicz ' ( Bekkema), Schwertfeger ' ( Stevens), Weggen 35' ' ( Ribeiro), Päffgen, Fukushige ' ( R. Terada), Pranjes 8' ' ( Funk ), Abdelkarim ' ( Zaskoku), Seo ' ( Lombaya), Mizuta, S. Terada ' ( Ferati), Kokkinis ' ( Ogadaki) | D. van Crooij, Pachonik 46' ( Linthorst), Van Bruggen, Schäfer, R. Janssen 46' ( Roemer), Post 23' ( Van Dijck), S. Janssen, Scheimann, Sinclair 13' ( Wienhoven), Opoku, Van Ooijen 46' ( Bastiaans) RESERVEBANK: Craenmehr |  |
| Stadion: Stadion an der Römerstraße, Straelen Toeschouwers: 720 Arbiter: Aarts |             |           |                          | Szczepankiewicz ' ( Bekkema), Schwertfeger ' ( Stevens), Weggen 35' ' ( Ribeiro), Päffgen, Fukushige ' ( R. Terada), Pranjes 8' ' ( Funk ), Abdelkarim ' ( Zaskoku), Seo ' ( Lombaya), Mizuta, S. Terada ' ( Ferati), Kokkinis ' ( Ogadaki) | D. van Crooij, Pachonik 46' ( Linthorst), Van Bruggen, Schäfer, R. Janssen 46' ( Roemer), Post 23' ( Van Dijck), S. Janssen, Scheimann, Sinclair 13' ( Wienhoven), Opoku, Van Ooijen 46' ( Bastiaans) RESERVEBANK: Craenmehr |  |
| Stadion: Stadion an der Römerstraße, Straelen Toeschouwers: 720 Arbiter: Aarts |             |           |                          | Szczepankiewicz ' ( Bekkema), Schwertfeger ' ( Stevens), Weggen 35' ' ( Ribeiro), Päffgen, Fukushige ' ( R. Terada), Pranjes 8' ' ( Funk ), Abdelkarim ' ( Zaskoku), Seo ' ( Lombaya), Mizuta, S. Terada ' ( Ferati), Kokkinis ' ( Ogadaki) | D. van Crooij, Pachonik 46' ( Linthorst), Van Bruggen, Schäfer, R. Janssen 46' ( Roemer), Post 23' ( Van Dijck), S. Janssen, Scheimann, Sinclair 13' ( Wienhoven), Opoku, Van Ooijen 46' ( Bastiaans) RESERVEBANK: Craenmehr |  |
|                                                                                |             |           |                          | | |  |

| zaterdag 20 juli 2019, 16:00                                   | VVV-Venlo                    | 2-0 (1-0) | FC Eindhoven | Opstelling VVV-Venlo | Opstelling FC Eindhoven |  |
| Stadion: Stadion De Koel, Venlo Toeschouwers: 885 Arbiter: Bax | Idzes (e.d.) 21' Soriano 84' |           |              | Kirschbaum, Pachonik 60' ( Dekker), Röseler, Schäfer 71' ( Kum), Scheimann 71' ( R. Janssen), Post , Opoku, Neudecker 71' ( Linthorst), Wright 87' ( Wienhoven), Soriano, Van Ooijen RESERVEBANK: D. van Crooij, Craenmehr, Van Bruggen, Roemer, S. Janssen, Bastiaans, Van Dijck, J. Munsters | Bergsen, Seedorf, Idzes 53' 71' ( Biemans), Raaijmakers, Zé Pedro 88' ( Vermeulen), Essikal, Van den Boomen , Bourard, Daniels 60' ( Burgering), Cicilia 46' ( Van der Sande), Lopes RESERVEBANK: Jonkerman, Van Otterdijk |  |
| Stadion: Stadion De Koel, Venlo Toeschouwers: 885 Arbiter: Bax |                              |           |              | Kirschbaum, Pachonik 60' ( Dekker), Röseler, Schäfer 71' ( Kum), Scheimann 71' ( R. Janssen), Post , Opoku, Neudecker 71' ( Linthorst), Wright 87' ( Wienhoven), Soriano, Van Ooijen RESERVEBANK: D. van Crooij, Craenmehr, Van Bruggen, Roemer, S. Janssen, Bastiaans, Van Dijck, J. Munsters | Bergsen, Seedorf, Idzes 53' 71' ( Biemans), Raaijmakers, Zé Pedro 88' ( Vermeulen), Essikal, Van den Boomen , Bourard, Daniels 60' ( Burgering), Cicilia 46' ( Van der Sande), Lopes RESERVEBANK: Jonkerman, Van Otterdijk |  |
| Stadion: Stadion De Koel, Venlo Toeschouwers: 885 Arbiter: Bax |                              |           |              | Kirschbaum, Pachonik 60' ( Dekker), Röseler, Schäfer 71' ( Kum), Scheimann 71' ( R. Janssen), Post , Opoku, Neudecker 71' ( Linthorst), Wright 87' ( Wienhoven), Soriano, Van Ooijen RESERVEBANK: D. van Crooij, Craenmehr, Van Bruggen, Roemer, S. Janssen, Bastiaans, Van Dijck, J. Munsters | Bergsen, Seedorf, Idzes 53' 71' ( Biemans), Raaijmakers, Zé Pedro 88' ( Vermeulen), Essikal, Van den Boomen , Bourard, Daniels 60' ( Burgering), Cicilia 46' ( Van der Sande), Lopes RESERVEBANK: Jonkerman, Van Otterdijk |  |
|                                                                |                              |           |              | | |  |

| zaterdag 27 juli 2019, 15:00                                         | VVV-Venlo | 0-1 (0-0) | Panathinaikos FC | Opstelling VVV-Venlo | Opstelling Panathinaikos FC |  |
| Stadion: Stadion De Koel, Venlo Toeschouwers: 2.287 Arbiter: Nijhuis |           |           | 85' Kampetsis    | Kirschbaum, Pachonik 46' ( Dekker 69' ( Van Bruggen)), Röseler 87' ( Van Dijck), Schäfer 46' ( Kum), R. Janssen 46' ( Scheimann), Post , Linthorst, Neudecker 87' ( S. Janssen), Wright, Soriano 46' ( Opoku), Van Ooijen 60' ( Sinclair) RESERVEBANK: D. van Crooij, Craenmehr, Roemer, Bastiaans, Wienhoven, J. Munsters | Dioudis 46' ( Kotsaris), Theocharis 46' ( Johansson), Kolovetsios 46' ( Poungouras), Mavrommatis 46' ( Nunes), Insúa 46' ( Zagaritis), Alexandropoulos 46' ( Emmanouilidis), Bouzoukis 26' ( Donis ), Chatzitheodoridis 46' ( Chatzigiovanis), Kolovos 69' ( Athanasakopoulos), Zahid 46' ( Serpezis), Vergos 46' ( Kampetsis) |  |
| Stadion: Stadion De Koel, Venlo Toeschouwers: 2.287 Arbiter: Nijhuis |           |           |                  | Kirschbaum, Pachonik 46' ( Dekker 69' ( Van Bruggen)), Röseler 87' ( Van Dijck), Schäfer 46' ( Kum), R. Janssen 46' ( Scheimann), Post , Linthorst, Neudecker 87' ( S. Janssen), Wright, Soriano 46' ( Opoku), Van Ooijen 60' ( Sinclair) RESERVEBANK: D. van Crooij, Craenmehr, Roemer, Bastiaans, Wienhoven, J. Munsters | Dioudis 46' ( Kotsaris), Theocharis 46' ( Johansson), Kolovetsios 46' ( Poungouras), Mavrommatis 46' ( Nunes), Insúa 46' ( Zagaritis), Alexandropoulos 46' ( Emmanouilidis), Bouzoukis 26' ( Donis ), Chatzitheodoridis 46' ( Chatzigiovanis), Kolovos 69' ( Athanasakopoulos), Zahid 46' ( Serpezis), Vergos 46' ( Kampetsis) |  |
| Stadion: Stadion De Koel, Venlo Toeschouwers: 2.287 Arbiter: Nijhuis |           |           |                  | Kirschbaum, Pachonik 46' ( Dekker 69' ( Van Bruggen)), Röseler 87' ( Van Dijck), Schäfer 46' ( Kum), R. Janssen 46' ( Scheimann), Post , Linthorst, Neudecker 87' ( S. Janssen), Wright, Soriano 46' ( Opoku), Van Ooijen 60' ( Sinclair) RESERVEBANK: D. van Crooij, Craenmehr, Roemer, Bastiaans, Wienhoven, J. Munsters | Dioudis 46' ( Kotsaris), Theocharis 46' ( Johansson), Kolovetsios 46' ( Poungouras), Mavrommatis 46' ( Nunes), Insúa 46' ( Zagaritis), Alexandropoulos 46' ( Emmanouilidis), Bouzoukis 26' ( Donis ), Chatzitheodoridis 46' ( Chatzigiovanis), Kolovos 69' ( Athanasakopoulos), Zahid 46' ( Serpezis), Vergos 46' ( Kampetsis) |  |
| Bijz.: Panathinaikos wint 16e editie Herman Teeuwen Memorial.        |           |           |                  | | |  |

### Tijdens het seizoen
| donderdag 10 oktober 2019, 15:00                         | Fortuna Düsseldorf | 1-0 (0-0) | VVV-Venlo | Opstelling Fortuna Düsseldorf | Opstelling VVV-Venlo |  |
| Stadion: Paul-Janes-Stadion, Düsseldorf Toeschouwers: 50 | Tekpetey 64'       |           |           | Gorka, Zimmermann 46' ( Köther), Bormuth, Adams 46' ( Hoffmann), Contento, Morales , Bühler, Pledl, Thommy 46' ( Ampomah ), Hennings 46' ( Ofori), Tekpetey 68' ( Herić) | D. van Crooij, Dekker, Röseler 46' ( Van Bruggen), Schäfer, R. Janssen 46' ( Scheimann), Post 82' ( Van Dijck), Cattermole 46' ( S. Janssen), Neudecker, Opoku, Wright 82' ( Bastiaans), Van Ooijen RESERVEBANK: Kirschbaum |  |
| Stadion: Paul-Janes-Stadion, Düsseldorf Toeschouwers: 50 |                    |           |           | Gorka, Zimmermann 46' ( Köther), Bormuth, Adams 46' ( Hoffmann), Contento, Morales , Bühler, Pledl, Thommy 46' ( Ampomah ), Hennings 46' ( Ofori), Tekpetey 68' ( Herić) | D. van Crooij, Dekker, Röseler 46' ( Van Bruggen), Schäfer, R. Janssen 46' ( Scheimann), Post 82' ( Van Dijck), Cattermole 46' ( S. Janssen), Neudecker, Opoku, Wright 82' ( Bastiaans), Van Ooijen RESERVEBANK: Kirschbaum |  |
| Stadion: Paul-Janes-Stadion, Düsseldorf Toeschouwers: 50 |                    |           |           | Gorka, Zimmermann 46' ( Köther), Bormuth, Adams 46' ( Hoffmann), Contento, Morales , Bühler, Pledl, Thommy 46' ( Ampomah ), Hennings 46' ( Ofori), Tekpetey 68' ( Herić) | D. van Crooij, Dekker, Röseler 46' ( Van Bruggen), Schäfer, R. Janssen 46' ( Scheimann), Post 82' ( Van Dijck), Cattermole 46' ( S. Janssen), Neudecker, Opoku, Wright 82' ( Bastiaans), Van Ooijen RESERVEBANK: Kirschbaum |  |
|                                                          |                    |           |           | | |  |

| vrijdag 10 januari 2020, 18:00               | VVV-Venlo  | 1-1 (0-1) | KV Kortrijk | Opstelling VVV-Venlo | Opstelling KV Kortrijk |  |
| Stadion: Stadion De Koel, Venlo Arbiter: Kok | Wright 90' |           | 27' Ocansey | Kirschbaum, Pachonik, Schäfer, Kum , R. Janssen, S. Janssen 82' ( Wright), Cattermole 61' ( Van Bruggen), Van Ooijen, Yeboah, Opoku, Sinclair 46' ( Roemer) RESERVEBANK: D. van Crooij, Verbong, Post, Soriano, Dekker, Scheimann Neudecker, Van Dijck | Jakubech, Golubović, Kagelmacher 61' ( Bostoen), Tuta, Batsoela, Van der Bruggen 46' ( De Sart 66'), Azouni, Ajagun 61' ( Lepoint), Ocansey 61' ( Verkerken), Ezekiel 61' ( Moffi), Kage 61' ( Stojanović) RESERVEBANK: Bruzzese, Deman |  |
| Stadion: Stadion De Koel, Venlo Arbiter: Kok |            |           |             | Kirschbaum, Pachonik, Schäfer, Kum , R. Janssen, S. Janssen 82' ( Wright), Cattermole 61' ( Van Bruggen), Van Ooijen, Yeboah, Opoku, Sinclair 46' ( Roemer) RESERVEBANK: D. van Crooij, Verbong, Post, Soriano, Dekker, Scheimann Neudecker, Van Dijck | Jakubech, Golubović, Kagelmacher 61' ( Bostoen), Tuta, Batsoela, Van der Bruggen 46' ( De Sart 66'), Azouni, Ajagun 61' ( Lepoint), Ocansey 61' ( Verkerken), Ezekiel 61' ( Moffi), Kage 61' ( Stojanović) RESERVEBANK: Bruzzese, Deman |  |
| Stadion: Stadion De Koel, Venlo Arbiter: Kok |            |           |             | Kirschbaum, Pachonik, Schäfer, Kum , R. Janssen, S. Janssen 82' ( Wright), Cattermole 61' ( Van Bruggen), Van Ooijen, Yeboah, Opoku, Sinclair 46' ( Roemer) RESERVEBANK: D. van Crooij, Verbong, Post, Soriano, Dekker, Scheimann Neudecker, Van Dijck | Jakubech, Golubović, Kagelmacher 61' ( Bostoen), Tuta, Batsoela, Van der Bruggen 46' ( De Sart 66'), Azouni, Ajagun 61' ( Lepoint), Ocansey 61' ( Verkerken), Ezekiel 61' ( Moffi), Kage 61' ( Stojanović) RESERVEBANK: Bruzzese, Deman |  |
|                                              |            |           |             | | |  |

## Statistieken

### Eindstand VVV-Venlo in Eredivisie 2019/2020
| Stand | Gespeeld | Gewonnen | Gelijk | Verloren | Punten | Doelpunten voor | Doelpunten tegen | Gele kaarten | Rode kaarten |
| ----- | -------- | -------- | ------ | -------- | ------ | --------------- | ---------------- | ------------ | ------------ |
| 13e   | 25       | 8        | 4      | 14       | 28     | 24              | 51               | 40           | 2            |

### Stand, punten en doelpunten per speelronde 2019/2020
| Speelronde                            | 1  | 2   | 3   | 4  | 5   | 6  | 7   | 8   | 9   | 10  | 11  | 12  | 13  | 14  | 15  | 16  | 17  | 18  | 19  | 20  | 21  | 22  | 23  | 24  | 25  | 26  | Totaal |
| ------------------------------------- | -- | --- | --- | -- | --- | -- | --- | --- | --- | --- | --- | --- | --- | --- | --- | --- | --- | --- | --- | --- | --- | --- | --- | --- | --- | --- | ------ |
| Aantal punten per speelronde          | 3  | 0   | 0   | 3  | 0   | 3  | 0   | 0   | 0   | 0   | 0   | 0   | 0   | 3   | 0   | 3   | 0   | 0   | 1   | 3   | 1   | 1   | 3   | 3   | 1   | 0   | 28     |
| Aantal punten na speelronde           | 3  | 3   | 3   | 6  | 6   | 9  | 9   | 9   | 9   | 9   | 9   | 9   | 9   | 12  | 12  | 15  | 15  | 15  | 16  | 19  | 20  | 21  | 24  | 27  | 28  | 28  | 28     |
| Stand na speelronde                   | 4e | 10e | 12e | 9e | 12e | 9e | 11e | 12e | 13e | 15e | 17e | 17e | 17e | 16e | 16e | 15e | 16e | 16e | 17e | 15e | 16e | 16e | 15e | 14e | 13e | 13e | 13e    |
| Aantal doelpunten per speelronde      | 3  | 1   | 1   | 2  | 0   | 2  | 0   | 0   | 1   | 0   | 1   | 0   | 1   | 2   | 0   | 2   | 1   | 0   | 1   | 2   | 1   | 1   | 1   | 1   | 0   | 0   | 24     |
| Aantal tegendoelpunten per speelronde | 1  | 4   | 4   | 1  | 1   | 1  | 1   | 3   | 4   | 4   | 4   | 3   | 6   | 1   | 1   | 0   | 2   | 3   | 1   | 1   | 1   | 1   | 0   | 0   | 0   | 3   | 51     |
| Aantal gele kaarten per speelronde    | 2  | 2   | 2   | 3  | 2   | 1  | 1   | 2   | 1   | 2   | 3   | 1   | 2   | 2   | 0   | 3   | 0   | 2   | 0   | 2   | 1   | 2   | 1   | 0   | 2   | 1   | 40     |

### Statistieken
|                          | Eredivisie | Totaal    |
| ------------------------ | ---------- | --------- |
| Wedstrijden              | 26 van 34  | 26 van 34 |
| Gewonnen                 | 8 van 34   | 8 van 34  |
| Gelijk                   | 4 van 34   | 4 van 34  |
| Verloren                 | 14 van 34  | 14 van 34 |
| Thuis                    | 13 van 17  | 13 van 17 |
| Uit                      | 13 van 17  | 13 van 17 |
| Gele kaarten             | 40         | 40        |
| Rode kaarten             | 0          | 0         |
| 2 × geel in 1 wedstrijd  | 2          | 2         |
| Aantal wissels toegepast | 70         | 70        |
| Doelpunten voor          | 24         | 24        |
| Doelpunten tegen         | 51         | 51        |
| Doelsaldo                | -27        | -27       |
| De nul gehouden          | 4          | 4         |
| Strafschoppen voor       | 5          | 5         |
| Strafschoppen tegen      | 5          | 5         |

Legenda
- W Wedstrijden
- Doelpunt
- Gele kaart
- 2× gele kaart in 1 wedstrijd
- Rode kaart

| Nat.                           | Spelersnaam         | Eredivisie | Eredivisie | Eredivisie | Eredivisie | Eredivisie |  | KNVB beker | KNVB beker | KNVB beker | KNVB beker | KNVB beker |  | Play-offs | Play-offs | Play-offs | Play-offs | Play-offs |  | Totaal | Totaal | Totaal | Totaal | Totaal |
| ------------------------------ | ------------------- | ---------- | ---------- | ---------- | ---------- | ---------- |  | ---------- | ---------- | ---------- | ---------- | ---------- |  | --------- | --------- | --------- | --------- | --------- |  | ------ | ------ | ------ | ------ | ------ |
| Nat.                           | Spelersnaam         | W          |            |            |            |            |  | W          |            |            |            |            |  | W         |           |           |           |           |  | W      |        |        |        |        |
| Keepers                        |                     |            |            |            |            |            |  |            |            |            |            |            |  |           |           |           |           |           |  |        |        |        |        |        |
| Vlag van Servië                | Marko Antunić       | 0          | 0          | 0          | 0          | 0          |  | 0          | 0          | 0          | 0          | 0          |  | 0         | 0         | 0         | 0         | 0         |  | 0      | 0      | 0      | 0      | 0      |
| Vlag van Nederland             | Levy Bosch          | 0          | 0          | 0          | 0          | 0          |  | 0          | 0          | 0          | 0          | 0          |  | 0         | 0         | 0         | 0         | 0         |  | 0      | 0      | 0      | 0      | 0      |
| Vlag van Nederland             | Jens Craenmehr      | 0          | 0          | 0          | 0          | 0          |  | 0          | 0          | 0          | 0          | 0          |  | 0         | 0         | 0         | 0         | 0         |  | 0      | 0      | 0      | 0      | 0      |
| Vlag van Nederland             | Delano van Crooij   | 0          | 0          | 0          | 0          | 0          |  | 1          | 0          | 0          | 0          | 0          |  | 0         | 0         | 0         | 0         | 0         |  | 1      | 0      | 0      | 0      | 0      |
| Vlag van Duitsland             | Thorsten Kirschbaum | 26         | 0          | 2          | 0          | 0          |  | 0          | 0          | 0          | 0          | 0          |  | 0         | 0         | 0         | 0         | 0         |  | 26     | 0      | 2      | 0      | 0      |
| Vlag van Nederland             | Bram Verbong        | 0          | 0          | 0          | 0          | 0          |  | 0          | 0          | 0          | 0          | 0          |  | 0         | 0         | 0         | 0         | 0         |  | 0      | 0      | 0      | 0      | 0      |
| Verdediging                    |                     |            |            |            |            |            |  |            |            |            |            |            |  |           |           |           |           |           |  |        |        |        |        |        |
| Vlag van Nederland             | Damian van Bruggen  | 4          | 0          | 0          | 0          | 0          |  | 0          | 0          | 0          | 0          | 0          |  | 0         | 0         | 0         | 0         | 0         |  | 4      | 0      | 0      | 0      | 0      |
| Vlag van Nederland             | Tristan Dekker      | 4          | 0          | 0          | 0          | 0          |  | 0          | 0          | 0          | 0          | 0          |  | 0         | 0         | 0         | 0         | 0         |  | 4      | 0      | 0      | 0      | 0      |
| Vlag van Nederland             | Stan van Dijck      | 3          | 0          | 0          | 0          | 0          |  | 0          | 0          | 0          | 0          | 0          |  | 0         | 0         | 0         | 0         | 0         |  | 3      | 0      | 0      | 0      | 0      |
| Vlag van Zwitserland           | Roy Gelmi           | 3          | 0          | 0          | 0          | 0          |  | 0          | 0          | 0          | 0          | 0          |  | 0         | 0         | 0         | 0         | 0         |  | 3      | 0      | 0      | 0      | 0      |
| Vlag van Nederland             | Roel Janssen        | 21         | 0          | 6          | 0          | 0          |  | 0          | 0          | 0          | 0          | 0          |  | 0         | 0         | 0         | 0         | 0         |  | 21     | 0      | 6      | 0      | 0      |
| Vlag van Nederland             | Christian Kum       | 20         | 0          | 2          | 1          | 0          |  | 0          | 0          | 0          | 0          | 0          |  | 0         | 0         | 0         | 0         | 0         |  | 20     | 0      | 2      | 1      | 0      |
| Vlag van Nederland             | Joep Munsters       | 0          | 0          | 0          | 0          | 0          |  | 0          | 0          | 0          | 0          | 0          |  | 0         | 0         | 0         | 0         | 0         |  | 0      | 0      | 0      | 0      | 0      |
| Vlag van Duitsland             | Tobias Pachonik     | 26         | 1          | 2          | 0          | 0          |  | 1          | 0          | 0          | 0          | 0          |  | 0         | 0         | 0         | 0         | 0         |  | 27     | 1      | 2      | 0      | 0      |
| Vlag van Duitsland             | Nils Röseler        | 25         | 0          | 3          | 0          | 0          |  | 1          | 0          | 0          | 0          | 0          |  | 0         | 0         | 0         | 0         | 0         |  | 26     | 0      | 3      | 0      | 0      |
| Vlag van Nederland             | Martijn Samson      | 0          | 0          | 0          | 0          | 0          |  | 0          | 0          | 0          | 0          | 0          |  | 0         | 0         | 0         | 0         | 0         |  | 0      | 0      | 0      | 0      | 0      |
| Vlag van Duitsland             | Steffen Schäfer     | 9          | 0          | 0          | 0          | 0          |  | 1          | 0          | 0          | 0          | 0          |  | 0         | 0         | 0         | 0         | 0         |  | 10     | 0      | 0      | 0      | 0      |
| Vlag van Israël                | Samuel Scheimann    | 8          | 0          | 0          | 0          | 0          |  | 1          | 0          | 0          | 0          | 0          |  | 0         | 0         | 0         | 0         | 0         |  | 9      | 0      | 0      | 0      | 0      |
| Middenveld                     |                     |            |            |            |            |            |  |            |            |            |            |            |  |           |           |           |           |           |  |        |        |        |        |        |
| Vlag van Nederland             | Thomas Bruns        | 6          | 0          | 0          | 0          | 0          |  | 0          | 0          | 0          | 0          | 0          |  | 0         | 0         | 0         | 0         | 0         |  | 6      | 0      | 0      | 0      | 0      |
| Vlag van Engeland              | Lee Cattermole      | 11         | 0          | 4          | 0          | 0          |  | 0          | 0          | 0          | 0          | 0          |  | 0         | 0         | 0         | 0         | 0         |  | 11     | 0      | 4      | 0      | 0      |
| Vlag van Nederland             | Wassim Essanoussi   | 0          | 0          | 0          | 0          | 0          |  | 0          | 0          | 0          | 0          | 0          |  | 0         | 0         | 0         | 0         | 0         |  | 0      | 0      | 0      | 0      | 0      |
| Vlag van Nederland             | Simon Janssen       | 7          | 0          | 0          | 0          | 0          |  | 0          | 0          | 0          | 0          | 0          |  | 0         | 0         | 0         | 0         | 0         |  | 7      | 0      | 0      | 0      | 0      |
| Vlag van Nederland             | Evert Linthorst     | 18         | 4          | 3          | 0          | 0          |  | 1          | 0          | 0          | 0          | 0          |  | 0         | 0         | 0         | 0         | 0         |  | 19     | 4      | 3      | 0      | 0      |
| Vlag van Duitsland             | Richard Neudecker   | 16         | 0          | 2          | 0          | 0          |  | 1          | 0          | 1          | 0          | 0          |  | 0         | 0         | 0         | 0         | 0         |  | 17     | 0      | 3      | 0      | 0      |
| Vlag van Nederland             | Peter van Ooijen    | 22         | 5          | 4          | 0          | 0          |  | 1          | 0          | 0          | 0          | 0          |  | 0         | 0         | 0         | 0         | 0         |  | 23     | 5      | 4      | 0      | 0      |
| Vlag van Nederland             | Danny Post          | 20         | 1          | 7          | 1          | 0          |  | 1          | 0          | 0          | 0          | 0          |  | 0         | 0         | 0         | 0         | 0         |  | 21     | 1      | 7      | 1      | 0      |
| Vlag van Bosnië en Herzegovina | Tino-Sven Sušić     | 0          | 0          | 0          | 0          | 0          |  | 0          | 0          | 0          | 0          | 0          |  | 0         | 0         | 0         | 0         | 0         |  | 0      | 0      | 0      | 0      | 0      |
| Vlag van Nederland             | Paul Wienhoven      | 0          | 0          | 0          | 0          | 0          |  | 0          | 0          | 0          | 0          | 0          |  | 0         | 0         | 0         | 0         | 0         |  | 0      | 0      | 0      | 0      | 0      |
| Aanval                         |                     |            |            |            |            |            |  |            |            |            |            |            |  |           |           |           |           |           |  |        |        |        |        |        |
| Vlag van Nederland             | Aaron Bastiaans     | 1          | 1          | 0          | 0          | 0          |  | 0          | 0          | 0          | 0          | 0          |  | 0         | 0         | 0         | 0         | 0         |  | 1      | 1      | 0      | 0      | 0      |
| Vlag van Algerije              | Oussama Darfalou    | 8          | 3          | 1          | 0          | 0          |  | 0          | 0          | 0          | 0          | 0          |  | 0         | 0         | 0         | 0         | 0         |  | 8      | 3      | 1      | 0      | 0      |
| Vlag van Nederland             | Dwayne van Dooren   | 0          | 0          | 0          | 0          | 0          |  | 0          | 0          | 0          | 0          | 0          |  | 0         | 0         | 0         | 0         | 0         |  | 0      | 0      | 0      | 0      | 0      |
| Vlag van Griekenland           | Sotirios Kokkinis   | 0          | 0          | 0          | 0          | 0          |  | 0          | 0          | 0          | 0          | 0          |  | 0         | 0         | 0         | 0         | 0         |  | 0      | 0      | 0      | 0      | 0      |
| Vlag van Nederland             | Johnatan Opoku      | 19         | 6          | 0          | 0          | 0          |  | 1          | 1          | 0          | 0          | 0          |  | 0         | 0         | 0         | 0         | 0         |  | 20     | 7      | 0      | 0      | 0      |
| Vlag van Nederland             | Yahcuroo Roemer     | 0          | 0          | 0          | 0          | 0          |  | 0          | 0          | 0          | 0          | 0          |  | 0         | 0         | 0         | 0         | 0         |  | 0      | 0      | 0      | 0      | 0      |
| Vlag van Engeland              | Jerome Sinclair     | 23         | 0          | 4          | 0          | 0          |  | 1          | 0          | 0          | 0          | 0          |  | 0         | 0         | 0         | 0         | 0         |  | 24     | 0      | 4      | 0      | 0      |
| Vlag van Duitsland             | Elia Soriano        | 16         | 2          | 0          | 0          | 0          |  | 1          | 0          | 0          | 0          | 0          |  | 0         | 0         | 0         | 0         | 0         |  | 17     | 2      | 0      | 0      | 0      |
| Vlag van Verenigde Staten      | Haji Wright         | 22         | 0          | 0          | 0          | 0          |  | 1          | 1          | 0          | 0          | 0          |  | 0         | 0         | 0         | 0         | 0         |  | 23     | 1      | 0      | 0      | 0      |
| Vlag van Duitsland             | John Yeboah         | 18         | 1          | 0          | 0          | 0          |  | 0          | 0          | 0          | 0          | 0          |  | 0         | 0         | 0         | 0         | 0         |  | 18     | 1      | 0      | 0      | 0      |
| Nat.                           | Spelersnaam         | W          |            |            |            |            |  | W          |            |            |            |            |  | W         |           |           |           |           |  | W      |        |        |        |        |
| Nat.                           | Spelersnaam         | Eredivisie | Eredivisie | Eredivisie | Eredivisie | Eredivisie |  | KNVB beker | KNVB beker | KNVB beker | KNVB beker | KNVB beker |  | Play-offs | Play-offs | Play-offs | Play-offs | Play-offs |  | Totaal | Totaal | Totaal | Totaal | Totaal |

### Topscorers 2019/2020
| Nr.    | Naam             | Goal |
| ------ | ---------------- | ---- |
| 1.     | Johnatan Opoku   | 6    |
| 2.     | Peter van Ooijen | 5    |
| 3.     | Evert Linthorst  | 4    |
| 4.     | Oussama Darfalou | 3    |
| 5.     | Elia Soriano     | 2    |
| 6.     | John Yeboah      | 1    |
|        | Tobias Pachonik  | 1    |
|        | Aaron Bastiaans  | 1    |
| 9.     | Danny Post       | 1    |
| Totaal | Totaal           | 24   |

| Nr.    | Naam           | Goal |
| ------ | -------------- | ---- |
| 1.     | Johnatan Opoku | 1    |
|        | Haji Wright    | 1    |
| Totaal | Totaal         | 2    |

| Nr.    | Naam                           | Goal |
| ------ | ------------------------------ | ---- |
| 1.     | Elia Soriano                   | 12   |
| 2.     | Richard Neudecker              | 6    |
| 3.     | Johnatan Opoku                 | 4    |
| 4.     | Evert Linthorst                | 3    |
| 5.     | Peter van Ooijen               | 2    |
|        | Tino-Sven Sušić                | 2    |
|        | Simon Janssen                  | 2    |
| 8.     | Tristan Dekker                 | 1    |
|        | Stan van Dijck                 | 1    |
|        | Sotirios Kokkinis              | 1    |
|        | Paul Wienhoven                 | 1    |
|        | Haji Wright                    | 1    |
| 13.    | Jay Idzes (FC Eindhoven, e.d.) | 1    |
| Totaal | Totaal                         | 37   |

ADO Den Haag ·
Ajax ·
AZ ·
FC Emmen ·
Feyenoord ·
Fortuna Sittard ·
FC Groningen ·
sc Heerenveen ·
Heracles Almelo ·
PEC Zwolle · 
PSV ·
RKC Waalwijk ·
Sparta Rotterdam ·
FC Twente ·
FC Utrecht ·
Vitesse ·
VVV-Venlo ·
Willem II